# 周恩来
周恩來（1898年3月5日—1976年1月8日），字翔宇，乳名大鸾。祖籍浙江绍兴，生于江苏淮安:1。中国近代政治家、革命家、外交家，也是中国共产党、中华人民共和国及中國人民解放軍的創建者和領導人之一，原正国级领导人。在中华人民共和国成立后曾長期擔任中华人民共和国国务院总理、中国人民政治协商会议全国委员会主席等要職。
周恩來出生于清朝末年，早年在家中私塾接受教育。在其亲生母亲万氏与养母陈氏都因病早逝后，随其伯父离开江苏故居，北上中国东北地区的铁岭、沈阳等地求学。1913年，赴天津私立南开中学堂（今天津市南开中学）就读，后於南開大學肄業。曾短期留學日本、法國、德國、英國等地，并為旅法共产主义小组和中国少年共产党骨幹。1924年回國後，擔任黄埔军校政治部副主任、主任。第一次國共內戰期間，擔任中共苏区中央局书记、中国工农红军总政治委员兼中国工农红军第一方面军政治委员、中共中央革命军事委员会副主席，參與歷次中央苏区反围剿战爭，并指揮長征。在西安事變中，他代表中國共產黨與中國國民黨簽訂合約，共同對抗日軍。中國抗日戰爭期間，擔任国军政治部副主任兼第八路军驻重庆办事处主任，負責國共雙方軍事與政治調停。日本投降后，陪同中國共產黨中央委員會主席毛泽东前往重庆，与中國國民黨總裁蒋介石於重庆谈判。第二次國共內戰期間，擔任代中国人民解放军总参谋长，代表中共参与北平和談。
中華人民共和國成立后，歷任中央人民政府政务院总理、中华人民共和国国务院总理、全国政协主席、中國共產黨中央委員會副主席等，直至1976年1月逝世。1949年至1958年期间，曾兼任中华人民共和国外交部部长。此外，他也担任过中国共产党中央书记处书记、中国共产党中央军事委员会副主席、中央政治局常委等要职，并主持了中国的“一五计划”和“两弹一星”工程。
周恩来有兄弟两人，名为周恩溥与周恩寿。與夫人邓颖超于1925年在广州结婚。两人没有亲生子女，但收养了包括前国务院总理李鹏在内的数名烈士遗孤。其曾用过的笔名或化名包括飞飞、飞、伍豪、伍、周少山、少山、冠生、冠、维思、陈宽、胡必成、赵来等:3。

## 生平

### 早年岁月（1898-1919）

#### 童年时期

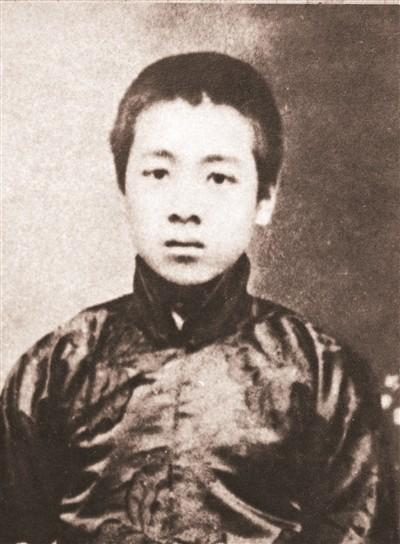
1912年的周恩来

清朝光绪二十四年农历二月十三日（公元1898年3月5日）:1，周恩来出生于江苏淮安城内驸马巷中段的周家宅邸:1。祖籍浙江绍兴:1，祖父周骏龙（又名攀龙，字云门，后改名周起魁，1844-？）:22出身绍兴，为宝祜桥周氏，家族聚集地为绍兴宝祜桥的百岁堂。在清咸丰年间19岁跟随其二哥周骏昂北上淮安，随馆学幕。周起魁因当师爷到淮安，后来代理安东、阜宁、桃源等县知县，並曾任海州直隶州知州:2。外祖父万青选（1818-1898年）为江西南昌人，曾先后三次出任清河（今淮安市清江浦区）知县达十年，官至淮安府同知。
周恩来的生父名周贻能（后改名劭纲，字懋臣:2，1874-1942年），忠厚不善交际，在外省谋事微薄收入:1。生母名万冬儿（1877-1907年），性格开朗處事精明，全力持家:1。其出生后不久，即过继给早逝的叔父周贻淦为嗣，后由守寡嗣母陈氏抚养长大:23:11。童年时期的周恩来命途多舛，出生时家族已然濒临败落，年幼的周恩来曾随家人多次迁徙住所。因生母与养母重视教育，故幼年的周恩来在读书、习字等学业上颇有成绩。1903年，周恩来进家塾，取学名恩来，字翔宇:3。1907年春，生母万氏病逝:7。1908年7月，继母陈氏早逝:8。两位母亲的接连病故，加之父亲又常年在外谋生，促使刚满10岁的周恩来操持起照顾年幼弟弟等的艰难家事，这也催生了其早熟独立的性格与不俗的办事能力。1910年春，周恩来到奉天省银州（今鉄岭县）堂伯父周贻谦家寄居，入銀岡書院；同年秋移居奉天府伯父周贻赓家，入新建奉天第六两等小学堂丁班:9。自此周恩来再未回过家乡淮安。在小學期间，教師介紹章太炎的《國粹學報》和梁啟超的《新民叢報》大大開闊了周的眼界。

#### 中学时期

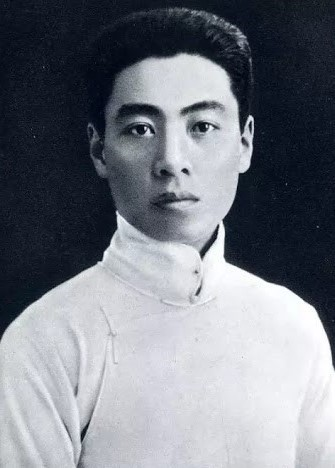
在天津南开学校求学时期的周恩来

1913年8月中旬，周恩来考入天津南开学校，编入己三班（后改丁二班）:12。学校也免去了其学杂费，这是南开当时唯一的一个免费生名额:16。1915年10月17日，周恩来在南开学校成立十一周年纪念会上，曾參加話劇《一元錢》的演出，反串出演女主角:16。1914年3月上旬，周也與同學共同發起“敬業樂群會”，辦《敬業》月刊:13。1915年8月30日，南開學校《校風》周刊創刊，周恩來為該刊成員:16。

#### 大学及留学生涯

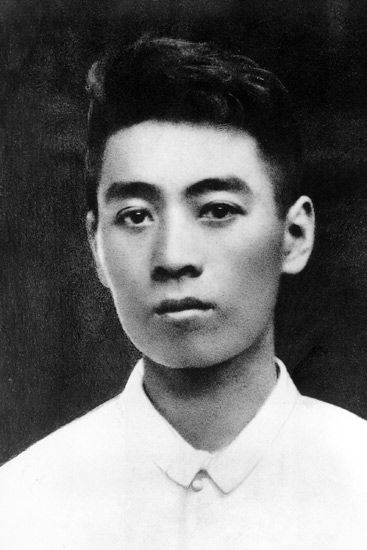
1919年的周恩来

1917年秋，周恩来赴日本求学，先在東亞高等預備學校修读日语，同時也在早稻田大学和日本大學旁聽，此间应考东京高等师范学校以及第一高等学校，但皆未被录取。周恩来在日本期間开始接触馬克思主義，並曾申請進入河上肇所在的京都帝国大學就讀。1919年4月，得悉南开学校即将创立大学部，周恩来决定返回母校南開唸書。临行前，他将《大江歌罢掉头东》一诗书赠给了南开同学张鸿诰。
回國後，周恩来在校長張伯苓處做秘書，張也允諾他來南開讀書。此后不久，五四运动爆发，周恩来积极投身運動，聯繫同學，參加集會，並與天津學聯的負責人馬駿創辦了《天津學生聯合會報》宣傳愛國思想。1919年9月，周恩来到南开学校大学部，获准免试入文科学习，学号为62号，其后大学部正式改名南开大学。在學期間，周表现优异，尤其作文能力一流，被学校创办人严范孙、张伯苓器之为“宰相之才”，一语成谶。当月中旬，周恩来聯合郭隆真、鄧穎超、劉清揚等人组织成立了进步爱国团体“觉悟社”。在此期间，周恩来还主编了《天津学生联合会报》:31，并用笔名“伍豪”在报刊上发表时评文章:36:23。1920年1月末，周恩来等四人领导天津各校学生数千人赴当时的直隶省公署请愿，被当局拘捕:24投入监狱，半年后才獲釋。南开大学校方在直隶省教育厅的压力下，开除了包括周恩来在内的被捕学生学籍:43。为此，南开校父严范孙特地捐款7000银洋设置“范孙奖学金”，资助周恩来和同窗李福景出国深造。1920年11月，周恩来乘船赴法国勤工俭学，抵法後，陆续在巴黎的阿利昂法语学校和法国中部的布卢瓦学习法文，在此期间自覺吃力，仍多依賴英文閱讀。

### 投身革命（1919-1927）

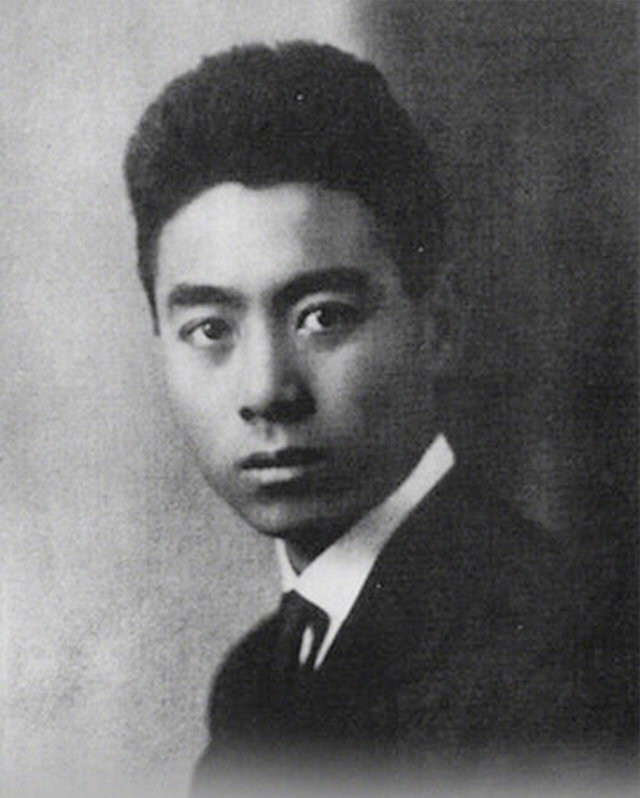
周恩来留法时期的肖像（摄于1920年代）

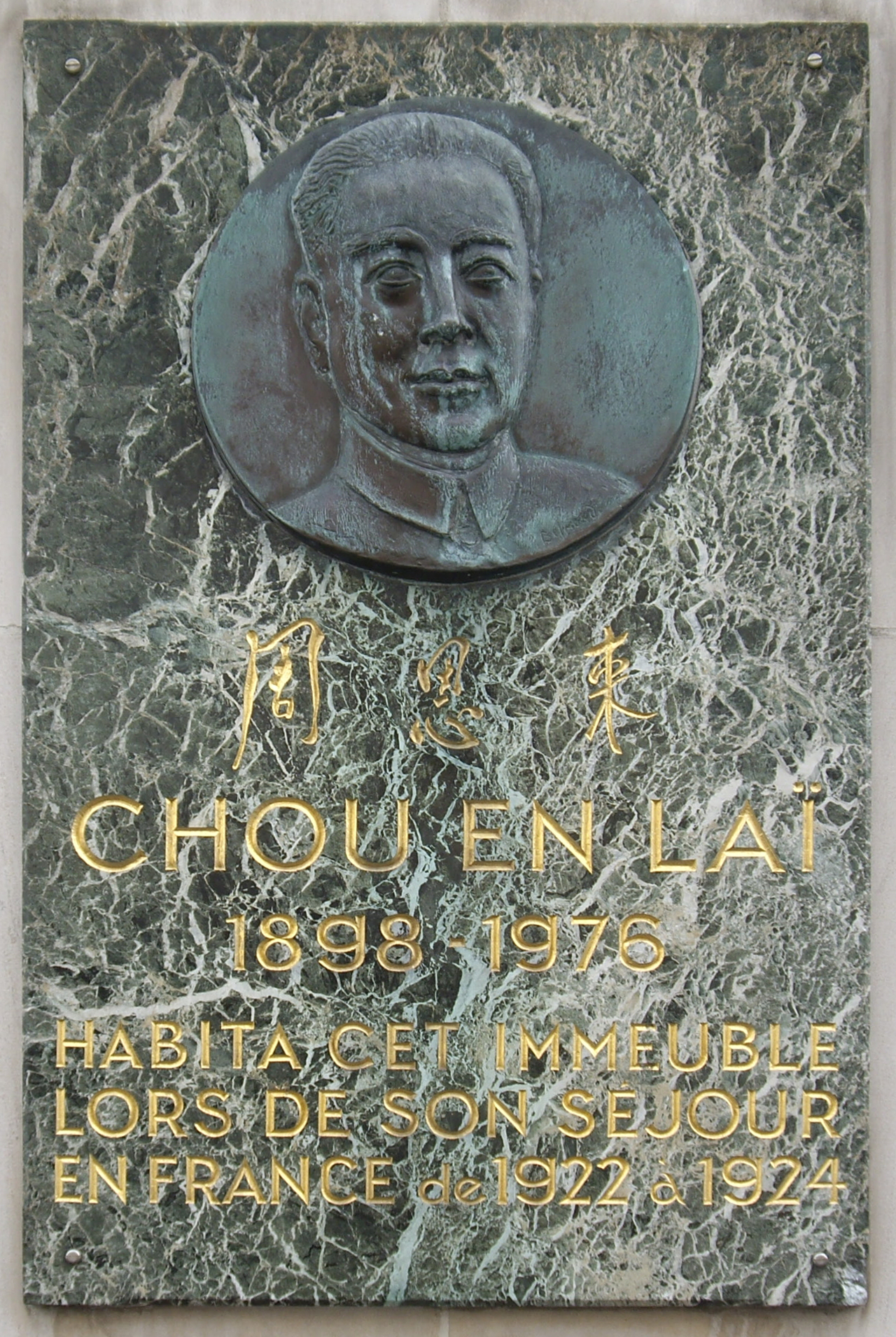
法国巴黎周恩来故居的纪念牌，他在1922至1924年居住於此

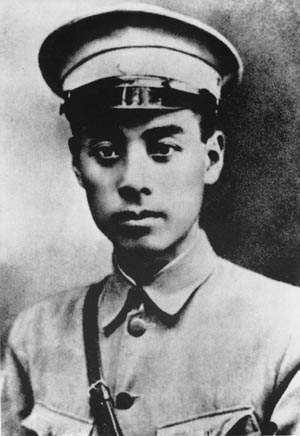
26歲的周恩来任黄埔军校政治部主任，1924年

1919年，周恩来参与了五四运动，在此运动期间，他和其未来的妻子邓颖超相结识。1921年初，周恩来准备投考英国苏格兰的爱丁堡大学:45:47，并在雷诺汽车厂做工，也在巴黎結識了同为赴法勤工俭学的鄧小平，两人成為終生好友及革命夥伴。1922年3月，周恩来从法国巴黎移居德国柏林，并于6月返回巴黎布隆恩參加了旅歐中國少年共產黨的成立仪式。在旅欧的岁月中，年轻的周恩来就表现出卓越的政治领导天赋和强烈的政治倾向。1921年3月，他经张申府和刘清扬介绍，加入了共产主义小组，随后与张申府、刘清扬、赵世炎、陈公培共5人一起建立了旅法共产主义小组，这是中国共产党成立以前在欧洲建立的第一个共产主义小组:54-57。虽然该小组无代表参加当年7月召开的中共一大，但仍被认为是发起成立中国共产党的8个共产主义小组之一。1923年，孫中山与苏联签署《孫文越飛聯合宣言》，允许共产党员以个人身份加入国民党，但必須服膺三民主義、服從國民黨的綱領、遵守國民黨的紀律、不能“赤化”国民党，于是，周恩来于当年6月在巴黎以个人身份加入了中国国民党，并于11月任国民党旅欧支部执行部总务科主任（执行部部长王京岐）。1924年1月，中国国民党第一次全国代表大会在广州召开，孙中山正式推行“聯俄容共”的政策，接受共产党员加入国民党，这项主张后来被宣传成为“联俄、容共、扶助农工”及国民党与共产党的首次合作。
此外，由张申府推荐，周恩来回国，出任了黄埔军校政治部副主任（时任主任为戴季陶），两个月后继任为政治部主任:70，并主持建立主要由共产党骨干组成的“叶挺独立团”:17。1925年，周恩来与蒋介石等人相继组织领导了第一、二次东征:73-75。1925年7月10日中国国民党中央执行委员会召开第九十四次会议通过“请派汪兆铭为党立陆军军官学校政治部主任”“请以周恩来为党军第一师党代表”。7月16日周恩来接到国民党中央秘书处这一人事任免决议书。1925年8月7日周恩来写信给国民党中央执行委员会，表示当日抵本师司令部就任中国国民党党军第一师党代表。1925年8月8日，周恩来与女友邓颖超在广州结婚:81。周兼任国民革命军第一军政治部主任、副党代表，并被授予国民革命军少将军衔:76-78,82。1926年“中山舰事件”后，周恩来辞去黄埔军校政治部主任之职，并在年底前往上海，出任中共中央军委书记兼中共江浙区委军委书记:99-100。

### 第一次国共战争（1927-1936）

#### 第一次国共内战初期

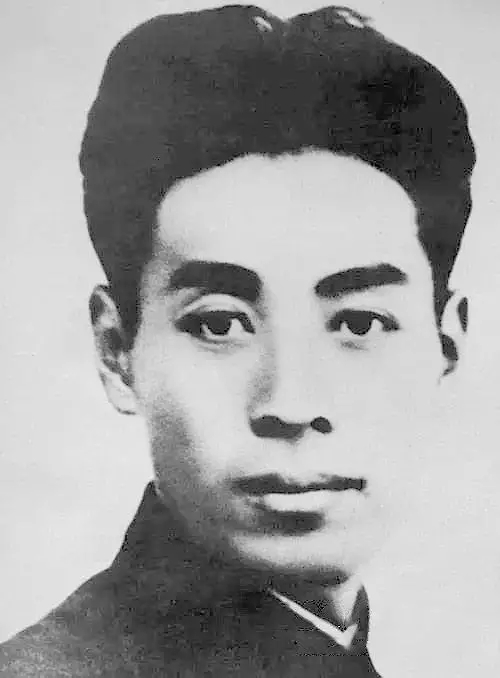
1927年的周恩来

1927年3月，周恩来领导发动了上海工人第三次武装暴動，迎接北伐军入城:105-111。同年“四一二政变”之后，国共合作破裂:112-113。1927年8月1日，周恩来与张国焘、贺龙、叶挺、朱德等人发动南昌起义:40:123，并任中共前敌委员会书记，成为中国共产党武装力量的主要缔造者之一:115-116，同月，在中共八七会议上当选中央政治局候补委员:124。1928年4月，周赴莫斯科参加了中国共产党第六次全国代表大会:42，并当选为党的中央政治局委员、常委、常委会秘书长。当年11月，返回上海，此后至1930年初，周恩来是中共中央工作的实际主持者。
1928年11月，周恩来与向忠发、顾顺章组成中共中央特别任务委员会（简称“特委”、“特科”），下设中共特别行动科:117，并以学生时代的笔名“伍豪”为化名开始从事地下工作，“特委”的工作主要包括情报收集、锄奸、渗透国民党党政要害部门等，其中，由顾顺章负责的“特科”三科（俗称“红队”、“打狗队”）负责暗杀活动:43-44，被称之为“伍豪之剑”。1930年3月，周恩来离上海经德国前往莫斯科，7月在联共第十六次代表大会上作了报告，次月返沪。9月，和瞿秋白一起纠正李立三“左”倾冒险主义错误，并主持召开了中共六届三中全会。1931年1月，在中共六届四中全会上，周恩来出任中央政治局常委及中共中央军委书记。
1931年4月，顾顺章突然变节，供出了恽代英等中共高层领导人，为了保证中共中央的安全及存续，顾顺章家中九人被特科暗杀，此即“爱棠村事件”。此前，在1929年，彭湃、杨殷、颜昌颐等中共领导人被叛徒白鑫供出并遭国民党杀害，周恩来、陈赓等人亦设法暗杀了白鑫:170-171。爱棠村事件后，周恩来于当年年底离开上海，前往位于江西的中央革命根据地，后任中共苏区中央局书记、中国工农红军总政委兼第一方面军政委、中央革命军事委员会副主席等职务。1932年10月，中共苏区中央局在宁都召开会议，由周恩来主持，史称宁都会议，会议的矛头主要针对毛泽东。任弼时等时任中央局领导以临时中央的行动方针为依据，批判毛泽东“专去等待敌人进攻的右倾主要危险”，并提出把毛召回后方、免除军事指挥权和前方由周恩来全权负责指挥作战的建议。最后经周恩来斡旋，会议决议毛泽东继续留在前方继续辅助周恩来指挥，但毛执意离开前方，称“前方何时电召便何时来”。
1933年1月，中共临时中央由上海迁入江西苏区。当年春天，周恩来和朱德一起领导和指挥了第四次反“围剿”斗争并取得大胜。同年秋，李德受共产国际派遣也从上海到达瑞金，任军事顾问，这时正值国民党军队发动第五次“围剿”，时任中共中央总负责人博古完全依靠李德指挥军事。由于军事战略的错误，第五次反“围剿”斗争陷入严重困境，中共中央与红军被迫实行战略转移（即长征）。为统筹转移事宜，中央成立了三人团作为党和红军的最高领导机构。其中，博古负责政治，李德负责军事，周恩来则负责监督军事计划的执行，史稱“老三人團”。

#### 长征和遵义会议

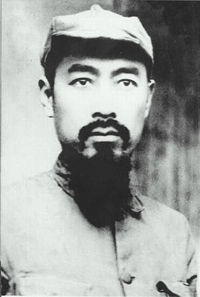
长征时期的周恩来

1934年，中共中央与红军开始长征:58，路线辗转迂回、艰难险阻不计其数。1935年1月，中共中央在贵州遵义召开了政治局扩大会议（即遵义会议）。根据目前中国官方的说法，“三人團”由于受到王明“左倾”路线影響，遭到了毛泽东、刘少奇等人的批评，且在湘江战役中，红军折损过半，周恩來随即认识到王明“左倾”错误路线的严重影响，并在遵义会议中支持毛泽东的领导，对毛泽东重掌军权起到了决定性的作用。
遵义会议增选毛泽东为中央政治局常委，参加党和红军的决策；取消长征前组成的“三人团”，改为由朱德、毛泽东负责军事指挥，周恩来成为受党内委托在军事指挥上的最后定调者。会后，中央政治局常委进行分工，在毛泽东提议下，张闻天代替博古在党内负总责；毛泽东为周恩来军事指挥上的帮助者:60-61。随后在3月中旬，又成立了以周恩来为首，毛泽东和王稼祥为成员的三人军事指挥小组，亦称“新三人团”:61，全权指挥红军作战，但不久周恩来即罹患重病，毛泽东遂逐渐取代周恩来负责指挥。1935年6月，红一、四方面军在四川懋功会师。为团结红四方面军，周恩来辞去红军总政委职务，由张国焘接任。当年9月，在南下与北上问题上争执不下的红军发生分裂，中共中央率领红一方面军的三军团和军委直属队，脱离右路军中的四方面军部队，秘密连夜北上。次月中旬，红一方面军到达陕西北部的吴起镇，与陕北红军会师:62。
长征期间，周恩来在毛儿盖（今属四川省阿坝自治州）附近突患阿米巴痢疾，病情危急。警卫员从远处雪山上取冰冷却，并服用特效药，最终得以康复。四十余年后，周恩来曾于1975年在信中向毛泽东提及当时的病情：“而这一大肠内的肿瘤位置，正好就是四十年前我在沙窝会议后得的肝脓疡病在那里穿肠成便治好的，也正是主席领导我们通过草地北上而活到现在的。”

#### 西安事变和国共合作

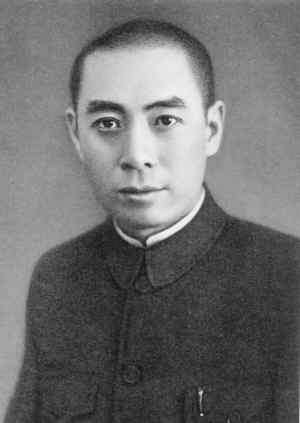
周恩来肖像（摄于1930年代中后期）

此前，日本已于1931年对中国发动了侵略战争，并占领了东三省，扶持了满洲国傀儡政权。此时国民党与共产党缠斗不休，使日本在华势力不断扩张膨胀，中国的主权及民族危机日益深重。1936年12月12日，张学良、杨虎城发动西安事变，兵谏国民党领袖蒋介石，要求停止内战、一致抗日。此间，周恩来代表共产党前往西安同国民党谈判，促成了国共两党第二次合作，使中国结束了内战中的相持局面，两党开始联手应对日本侵略。

### 抗日战争（1937-1945）

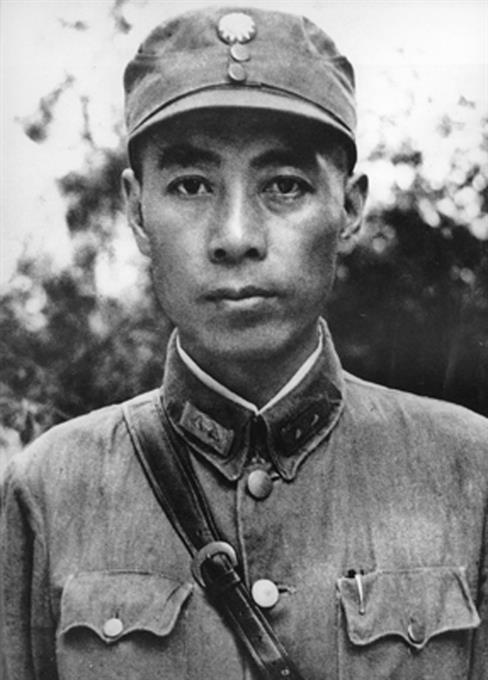
身穿中华民国军服的周恩来（摄于1937年）

抗日战争期间，周恩来任国军政治部副主任兼第八路军驻渝办事处主任，此间周长期在武漢、重慶等地担当国共之间的党务交涉工作。同时，周恩来主持了重庆《新华日报》的发行工作，宣传中共主张。1938年，周恩来同王明在武汉主持中共长江局工作，坚持“一切经过统一战线”，但后来在整风运动中作为与教条主义相唱和的经验主义代表而遭到批判。
1939年7月，周恩来与江青等人一起前往“华北联大”作题为《中国抗战形势》的报告，途中江青所骑骡子在过小沟时惊吓了周恩来的坐骑，周摔下后正好撞在石岩上，致使右臂粉碎性骨折。在这之后，周恩来落下了右臂无法伸直的残疾。事后，蒋介石派自己的道格拉斯专机送周恩来前往苏联治疗（接到乌鲁木齐后由苏联方面接到莫斯科）。在苏联期间，周恩来除了向苏联与共产国际方面汇报工作外，也带回了共产国际对中共的一些资助。
1941年，皖南事变发生后，周恩来为《新华日报》题诗曰：“千古奇冤，江南一叶，同室操戈，相煎何急！？”，对国民党军队的做法表示抗议。同年，中条山战役国民党军失败后，重庆《大公报》指责中共军队在山西招兵买马，游而不击，周恩来撰文谴责，后《大公报》将此文章一并发表。
1943年，中共中央于所在地延安进行整风运动，毛泽东、刘少奇等指责周恩来犯了右倾路线错误，并且犯有与胡宗南交涉不当等过失，周恩来被迫认错并多次公开检查。此段时间，因周恩来曾与王明共事，而被毛泽东、刘少奇等定为“经验宗派代表”和“教条统治的帮凶”遭受严厉批判斗争，周被迫承认“我连续犯了罪过”、“中心关键在于反毛泽东”、“宁都篡军为最高峰”、“一直考虑到我是否也如王明，敌我不分，这才使我猛醒”。为此，共产国际领导人季米特洛夫于1943年12月专程向延安发信，表示不应当使周恩来和王明这样的人孤立于党，1944年1月毛泽东连续复电季米特洛夫表示其与周恩来关系非常好，并无矛盾。
1945年4至6月，中国共产党第七次代表大会召开，周恩来当选为中央委员、中央政治局委员及中央书记处书记。1945年8月，中共成立以毛泽东为主席的中央革命军事委员会，周恩来出任副主席。当月，日本向同盟国军队投降，抗日战争结束。

### 国共第二次内战（1945-1949）

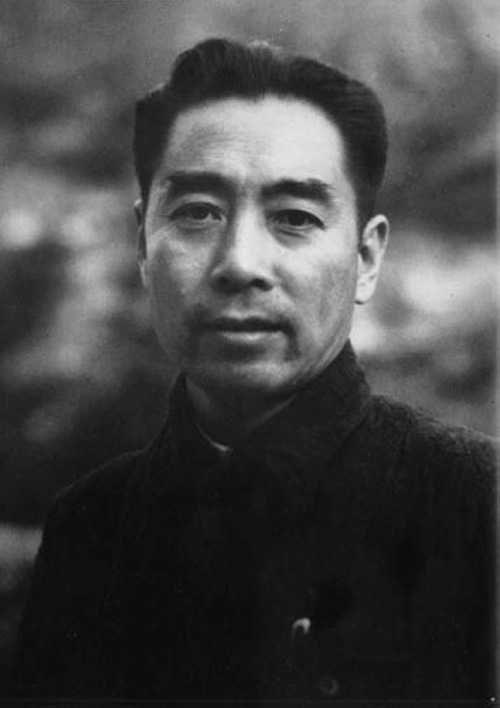
周恩来肖像（摄于1940年代末期）

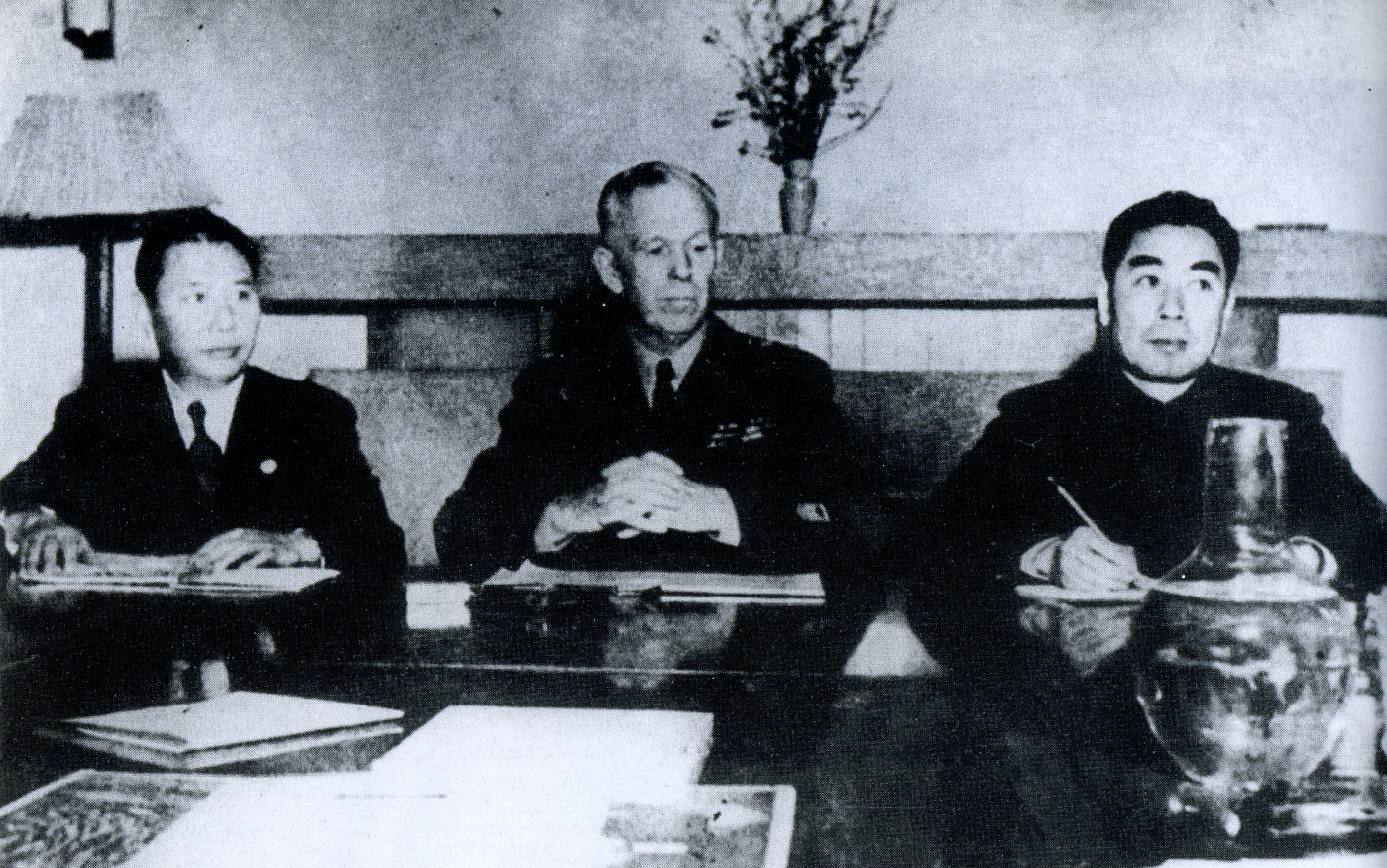
国共谈判“三人委员会”：張群、马歇尔、周恩来

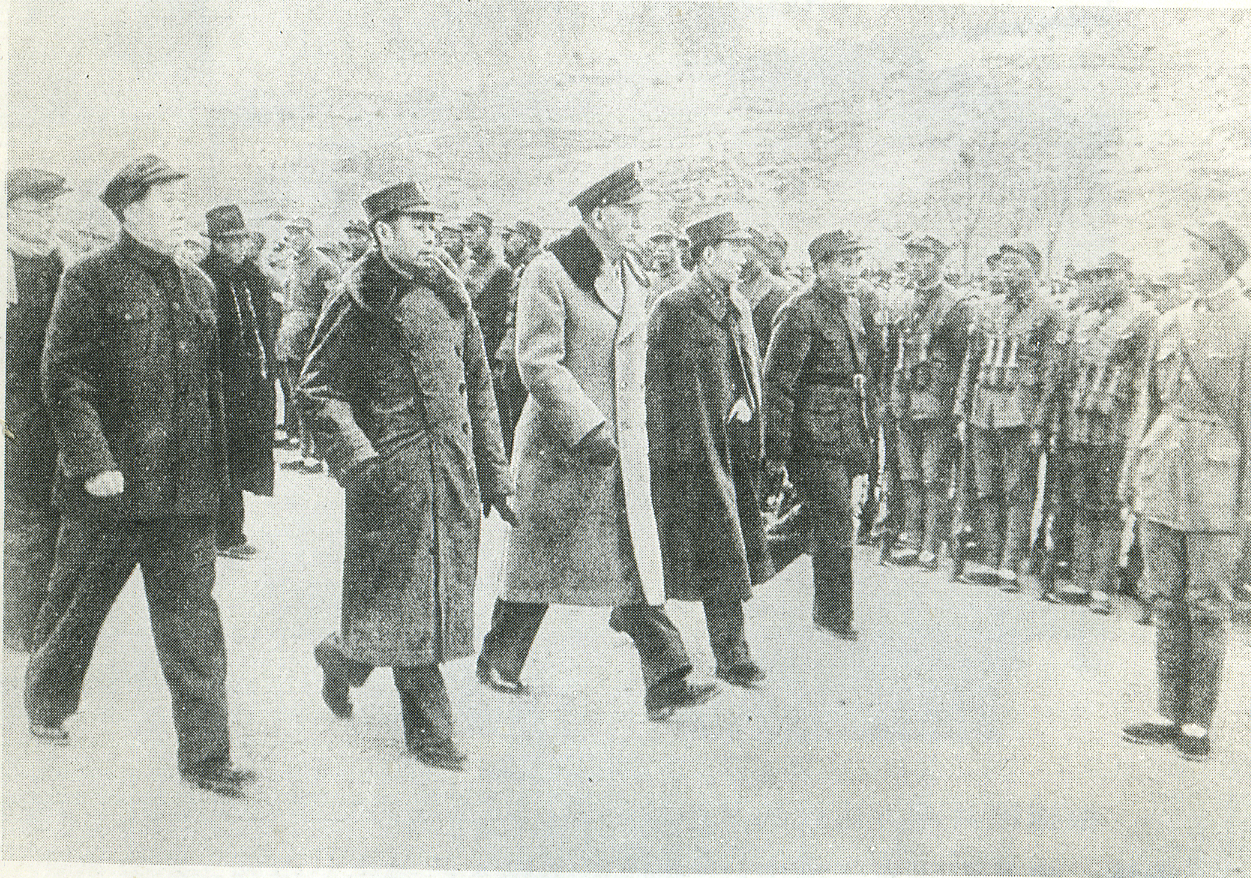
1946年3月4日，停战三人小组抵达延安，毛泽东陪同马歇尔，张治中，周恩来检阅部队。

抗日战争结束后，国共两党的关系问题重新浮出水面。战后不久，周恩来陪同毛泽东赴重庆与国民黨进行重庆谈判，使国共双方关系缓和并达成了国共《双十协定》。此后，周率中共代表团留在重庆和南京。1946年，周作为共产党代表同国民党代表张群（后改为张治中）、美国的马歇尔将军组成了“三人委员会”，下辖“北平军事调处执行部”，目的是禁止国共双方军队的战斗接触，妥善处理双方军队的相处与整编问题，以及谈判停止国、共两党军事冲突的协议:105-107。
1946年11月，由于在军队国家化和新政府组成等问题中，双方无法调和意见分歧，国共和谈失败，两党再次操戈，第二次国共内战（即解放战争）爆发，周恩来也从南京返回延安:107。1947年，国民党军队重点进攻中共中央所在的陕甘宁边区，甚至一度攻占延安，周恩来则跟随毛泽东在陕北地区迂回转战:109。1948年11月，中共部队展开战略反攻，周恩来兼任中央军委代总参谋长，和毛泽东一同领导指挥了辽沈、平津、淮海三大战役:117-119，均获胜利。1949年4月，以周恩来为首的中共代表团，同以张治中为首的南京政府代表团在北平进行了20天的和平谈判，谈判最终于4月20日破裂，中共军队随即发动渡江战役，致使中国国民党领导的中华民国政府遂丧失统治全国的基础，最终败退台湾。中国共产党最终取得了中国大陆地区的控制领导权，开始筹备建国事宜。

### 中华人民共和国建国初期（1949-1966）
1949年10月1日，中华人民共和国成立，毛澤東宣讀《中華人民共和國中央人民政府公告》，宣布：中央人民政府任命周恩来為中央人民政府政务院总理兼外交部长，並責成他們從速組成各級政府機關，推行各項政府工作:867。同時任中央人民政府人民革命军事委员会副主席之一:869。10月21日，政務院成立，周恩來在第一次擴大政務會議宣布政務院任務：「政務院是首腦部，在中華人民共和國中央人民政府領導之下進行國家事務工作。」:87012月22日和12月23日，周恩來對全國農業會議、鋼鐵會議、航務會議代表講話，談及城鄉關係、內外關係、工商關係、公私關係、勞資關係和上下關係:882。新中國成立之初，因不少故鄉親友要求官職，周曾召集家庭會議，定下「十條家規」：①晚輩不准丟下工作專程來看望他，只能在出差順路時去看看；②來者一律住國務院招待所；③一律到食堂排隊買飯菜，有工作的自己買飯菜票，沒工作的由總理代付伙食費；④看戲以家屬身份買票入場，不得用招待券；⑤不許請客送禮；⑥不許動用公家的汽車；⑦凡個人生活上能做的事，不要別人代辦；⑧生活要艱苦樸素；⑨在任何場合都不要説出與總理的關係，不要炫耀自己；⑩不謀私利，不搞特殊化:206-207。
1950年5月19日，中央軍隊整編復員委員會成立，主任周恩來，副主任解放軍代總參謀長聶榮臻:884。6月28日，周恩來以外交部長名義發表聲明：「我現在代表中華人民共和國中央人民政府聲明：杜魯門二十七日的聲明和美國海軍的行動乃是對於中國領土的武裝侵略，對於聯合國憲章的徹底破壞。……不管美國帝國主義者採取任何阻撓行動，台灣屬於中國的事實永遠不能改變。」:9127月25日，周恩來作《妥善救濟失業教師、處理學生失學問題的指示》:881。
1954年，承担中央政府职能的国务院成立，周恩来出任其首任总理，成为中央人民政府的首长:130。同时，周也担任了中共第八、九、十届中共中央委员、中央政治局委员、常委和第八、十届中共中央副主席。周也担任了全国政协第一届副主席和第二、三届的主席。在担负处理中国共产党和国家日常事务的同时，周恩来和毛泽东一起制定了中国共产党的社会主义建设的路线、方针、政策；并亲自主持制订和组织实施了若干个发展国民经济的五年计划。

#### 国家建设与反冒进

##### 建国初期建设

第一届全国人民代表大會全票通过宪法，此图为毛泽东，周恩来等人大代表写票情景

1949至1952年间，周恩来组织领导了中国大陆的国民经济恢复工作。至1952年底，全国工农业总产值均达到历史的最高水平。在第一个五年计划（1953-1957）期间，周恩来领导了156个建设项目为中心的工业建设，为国家的工业化奠定了初步基础。1954年9月，周在第一届全国人民代表大会上作《政府工作报告》时提出要“建设起强大的现代化的工业、现代化的农业、现代化的交通运输业和现代化的国防”的四个现代化的目标。1956年1月，周恩来在中共中央关于知识分子的会议上作《关于知识分子问题的报告》，会后主持制订了《1956年至1967年科学发展规划》（十二年科技规划），推动了国家科技事业的迅速发展。

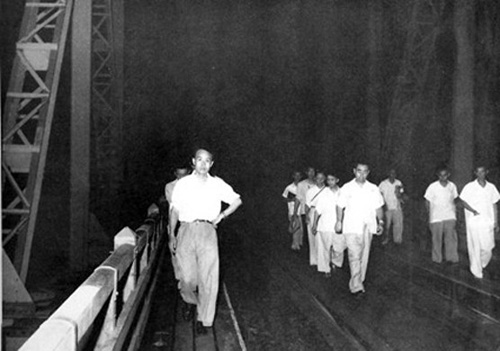
1958年黄河洪水期间，周恩来（中）查看济南泺口黄河铁路大桥

##### 高饶事件
建国初期，毛泽东仿效苏联设立了计划委员会，高岗任主任，将原属政务院的主管经济部门调走，周恩来被架空，仅分管外交工作。同期，毛泽东多次批评刘少奇，而高岗乘机夺位，刘高矛盾也恶化。于是周恩来和刘少奇联手，在毛泽东的同意下，于七届四中全会上批斗高岗，使之下台。

##### 反冒进

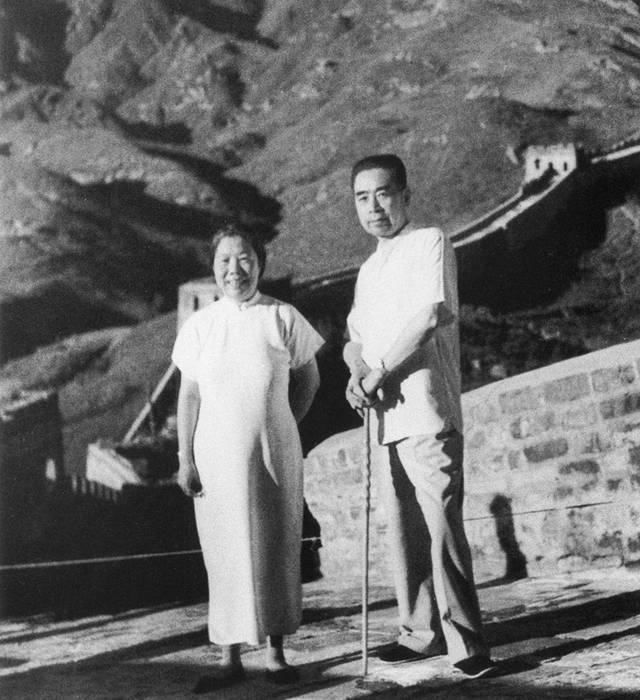
周恩来夫妇在八达岭长城合影（摄于1955年）

1955年，在经济好转的形势下，以中共中央主席毛泽东为首的部分领导人开始倾向于冒进，在经济建设领域提出了一系列超越现状的过高指标。1956年1月，毛泽东主持起草了《一九五六年到一九六七年全国农业发展纲要（草案）》，简称《农业四十条》。其规定，粮食和棉花的产量在1967年分别由1955年的预算计数3652亿斤、3007万担增加到1万亿斤、1亿担，每年分别以8.8%、10.5%的速度递增。为保证国民经济平稳快速增长，周恩来从实际出发，提出了反“冒进”的主张，却因此遭到毛泽东的批判。1958年1月2日至4日，毛泽东在杭州召开华东地区四省一市中共党委书记会议，毛泽东严厉批评反“冒进”，并表示“右派的进攻，把一些同志抛到和右派差不多的边缘，只剩了五十米，慌起来了。”周恩来被迫作检讨。1月11日，毛泽东又主持召开南宁会议，并当众对周恩来说：“你不是‘反冒进’吗？我是反‘反冒进’的！”。5月15日召开中共八大二次会议，周恩来被迫再次进行检讨，大会将这个8千多字的检讨稿作为会议材料印发代表。会后周恩来向中共中央提出“继续担任国务院总理是否适当”的问题，1958年6月9日，中共中央专门召开政治局常委扩大会议。出席会议的有毛泽东、刘少奇、周恩来、朱德、陈云、林彪、邓小平和彭真、彭德怀、贺龙、罗荣桓、陈毅、李先念、陈伯达、叶剑英、黄克诚。会上讨论了周恩来等人的工作安排，与会者一致认为：周恩来“应该继续担任现任的工作，没有必要加以改变”。 但在此前后周恩来被免去了中央财经领导小组组长、外交部长等兼职，在一段时间里失去了经济工作的发言权。

##### 庐山会议
1959年7月2日，出席中共中央在庐山召开的政治局扩大会议。14日，彭德怀给毛泽东写信，提出大跃进中的问题。16日，毛泽东将彭德怀的信印发给会议各小组讨论。23日，毛泽东发言，指责这是“资产阶级的动摇性”，是“右倾性质”的问题。26日，周恩来召集国务院各部部长、副部长座谈会，介绍庐山会议的情况，提醒到会人员划清政治方向和工作态度的界线。8月2日，出席在庐山举行的八届八中全会，全会通过了《为保卫党的总路线、反对右倾机会主义而斗争》的决议和《关于以彭德怀为首的反党集团的错误的决议》。

##### 七千人大会前后
1960年至1964年，为纠正“大跃进”中的错误和扭转经济困难局面，周恩来和国家主席刘少奇、总书记邓小平领导了国民经济的调整工作，使国民经济逐步得到恢复和发展。
1960年3月2日，周恩來讀書小組召開學習《政治經濟學（教科書）》結束會:45，周恩來稱：「中蘇兩國情況不同，經驗不能照抄。斯大林對中國革命有有利於中國革命的意見，也有不利於中國革命的意見。斯大林有他成功的一面，就是在一國建成社會主義，但弄得農業長期不能發展。斯大林第二個問題是肅清黨內派別問題，分了很多階段，才戰勝了反對派，統一了黨的組織。但他將人民內部矛盾當做敵我矛盾處理，於是肅反擴大化了。斯大林第三個問題，是領導衛國戰爭勝利的問題，斯大林有失去警惕性忽略防禦的一面，但是敵人深入了，他還是堅決抵抗。斯大林三大成績之下，都有他的片面性。一國勝利以後沒有將革命繼續下去：黨內鬥爭極端化了；戰爭勝利後驕傲了，發展了大國主義。」:489月30日，周恩來簽發中共中央批轉國家計委《一九六一年國民經濟計劃控制數字的報告》，在周恩來親自修改中提出：1961年要把「農業放在首要地位，使各項生產、建設事業在發展中得到调整、巩固、充实和提高」:58。10月，周恩來主持起草中共中央《關於農村人民公社當前政策問題的緊急指示信》，又稱為「十二條緊急指示」：要加強農業生產第一線，農村人口出來太多，農忙時應當把百分之八十的勞動力用在農業生產第一線，今冬明春應大抓生活，大搞生產:59。12月12日至12月14日，周恩來召開國務院常務會議，強調總結經驗和重新作出決策：「我們做了錯事，看來有一半是由於經驗不足。今後必須慎重，要很好總結經驗，吸取教訓。改變目前的狀況，關鍵在於領導，在於決策，在於我們這些人。高指標幾年了，這次允許我們試一次低指標。如果低錯了，我們承認錯誤就是了。明年減低速度，這決不是什麼消極的措施。這是為了經過調整、鞏固、充實、提高之後，使我們的經濟工作有更大的改進，是我們主動搞的有計劃的『馬鞍形』。許多錯事中，人為的因素占三分之一以上。既然這樣下去不行了，就不得不主動地搞『馬鞍形』。」:60
「調整、鞏固、充實、提高」的「八字方针」影響中國經濟建設以至整個中國社會發展，在1961年1月中共八届九中全会上通过:58-59。3月19日，周恩來在廣州到中共中央工作會議中南、華北小組參加討論：「是好是壞，要從客觀存在出發，不能從主觀想像出發。進行調查研究，必須實事求是。我們下去調查，必須對事物進行分析、綜合和比較。事物總存在內在的矛盾，要分別主次：總有幾個側面，要進行解剖。各人所處的環境總有局限性，要從多方面觀察問題；一個人的認識總是有限的，要多聽不同的意見，這樣才利於綜合。事物總是發展的，有進步和落後，有一般和特殊，有真和假，要進行比較，才能看透。下去調查要敢於正視困難，解決困難。一個困難問題解決了，新的困難問題又來了。共產黨人就是為了不斷克服困難，繼續前進而存在的。畏難苟安，不是共產黨人的品質。」:73-746月19日，周恩來在新橋會議發表《在文藝工作座談會和故事片創作會議上的講話》：「現在有一種不好的風氣，就是民主作風不夠。我們本來要求解放思想，破除迷信，敢想敢説敢做。現在卻有好多人不敢想、不敢説、不敢做。想，總還是想的，主要是不敢説不敢做，少了兩個『敢』字。想得、説得、做得偏了一些是難免的，這並不要緊，只要允許批評自由，就可以得到糾正。可只許一人言，不許眾人言，豈不成了『一言堂』麼？『一言堂』從何而來？是和領導有關，所以，我們要造成一種民主風氣。我首先聲明，今天我的講話允許大家思考、討論、批判、否定、肯定……」:124
1962年1-2月，北京中央工作扩大会议召开（即“七千人大会”），周恩来在大会上提倡“说真话，鼓真劲，做实事，收实效……这四句话归纳起来就是：实事求是”。1962年4月，被中斷3年之全國政協第三屆第三次會議在北京舉行，全國政協主席周恩來作《我國人民民主統一戰線的新發展》講話，200多名委員發言，提出400多件提案:132。1963年1月，在上海市科学技术工作会议上指出实现四个现代化：“关键在于实现科学技术现代化”。在经济困难的情况下，周恩来仍派遣人员在海外持续购入黄金，以控制物价。
他在任期间，还支持水利建设和国防科技事业发展，主持兴建了葛洲坝水利枢纽工程，并且是中央专委主任，两弹一星（核弹、导弹、人造卫星）工程的总策划与总指挥。他对统一战线工作、知识分子工作、文化工作和军队的现代化建设也都给予特殊的关注。
1964年，周恩来亲自导演了大型音乐史诗《东方红》。为了突出毛泽东，周恩来将剧目中南昌起义一节更换为秋收起义。10月16日，毛泽东与周恩来在人民大会堂接见了全体演员，祝贺演出成功和原子弹爆炸成功。同一年，周恩来亲自指导修改了歌曲《大海航行靠舵手》，把歌曲推向全国。

#### 外交突破
1949年至1958年间周恩来还兼任外交部长:130-131，参与制定和执行了一系列重大的外交决策。1949年10月3日，政务院总理周恩来复电苏联副外长葛罗米柯，中苏正式建交。1950年1月，周恩来同毛泽东先后到莫斯科同苏联领导人斯大林等进行谈判，签订了《中苏友好同盟互助条约》，并就旅顺口、长春铁路、经济援助等问题达成协议。朝鲜战争时期，周恩来领导了中华人民共和国代表团的停战谈判工作。1953年12月代表中华人民共和国政府提出了作为国与国关系准则的和平共处五项原则。1954年4月率中华人民共和国代表团参加日内瓦会议，经过谈判达成印度支那停战协议，使越南、老挝、柬埔寨三国的独立获得国际承认。
1955年，周率领中华人民共和国代表团抵印度尼西亚万隆参加第一届亚非会议（万隆会议）。在万隆会议召开前，国民党情报部门在香港短暂停留的“克什米尔公主号”（周恩来率领中国代表团的包租飞机）上安装了美国中情局提供的炸药，机上11名记者全部遇难，周恩来因阑尾炎手术事先改变行程，倖免于难。不过周恩来仍然坚持赴会，并在会上主张“和平共处”，反对“殖民主义”，提倡“求同存异、协商一致”，促进了会议的最终成功。会后访问了印度尼西亚，双方签订了《中国和印度尼西亚关于双重国籍问题的条约》，解决了印尼华人的国籍问题。
1955年，周恩来与埃及总统纳赛尔会晤，1956年5月30日，中华人民共和国与埃及建交。此外早期和美国的接洽也在暗处进行，为了召回被美国滞留控制的钱学森等科学家，周恩来利用外交手段，中美双方进行了十余轮谈判，并提前释放11名美国飞行员，以换回钱学森等人。1957年3月，周恩來在北京召開的全國政協二屆三次會議中，解釋解決中緬邊界問題：「我們國家決定一個政策，根據政策進行的，不管是內政外交的措施，凡是關係大的，能夠盡量地多討論多商榷，總是對事情有好處的」:103。1960年8月1日，周恩來在瑞士駐華大使納維義舉行的國慶招待會上稱：「中國願同各國和平共處，維護世界和平，並主張亞洲和太平洋沿岸各國包括美國在內，簽訂一個互不侵犯的和平公約，把整個地區建成沒有核武器的地區。這當然是一個長期努力的方向，但是，我們將為此做不懈的努力。」:1141964年，周恩来会同法国总统戴高乐的特使、法国前总理富尔，在上海达成协议。当年1月27日，中法两国政府发表建交公报，中法建交。同月，周恩来访问几内亚。到达当日，几内亚为此全国放假一天，首都当地居民几乎倾城夹道欢迎。总统杜尔亲自驾车拜访。
在20世纪60年代，中苏关系恶化。1960年7月16日，蘇聯政府照會中國外交部，決定中止有關合同，撤走全部專家；7月底，經過毛澤東、周恩來等討論後，由中國外交部覆照蘇聯駐華大使館，希望蘇聯政府重新考慮並改變決定，因為違反中蘇友好條約及社會主義國家之間友好關係的準則:113。1964年11月，随着赫鲁晓夫的下台，周恩来、贺龙率领代表团访问苏联，试图修复中苏关系。然而11月7日晚宴期间，苏联国防部长马林诺夫斯基酒后对贺龙说道：“不要让赫鲁晓夫和毛妨碍我们。”“我们已经把赫鲁晓夫赶下台了，现在该你们把毛泽东赶下台了。”周恩来向勃列日涅夫提出抗议，并率领代表团离开当日晚宴。

### 文化大革命前期、中期（1966-1972）

#### 文革前期
1966年2月1日，主持召开北京、河北、内蒙古、山西、陕西、山东、河南、辽宁八省、市、自治区抗旱会议，研究对付灾害、振兴农业的对策和措施。3月8日，河北省邢台地区发生强烈地震，主持会议部署抗震救灾工作。9日，赴震中灾区慰问。22日，邢台地区再次发生地震。4月1日，再赴震中灾区慰问。

#### 参与文革

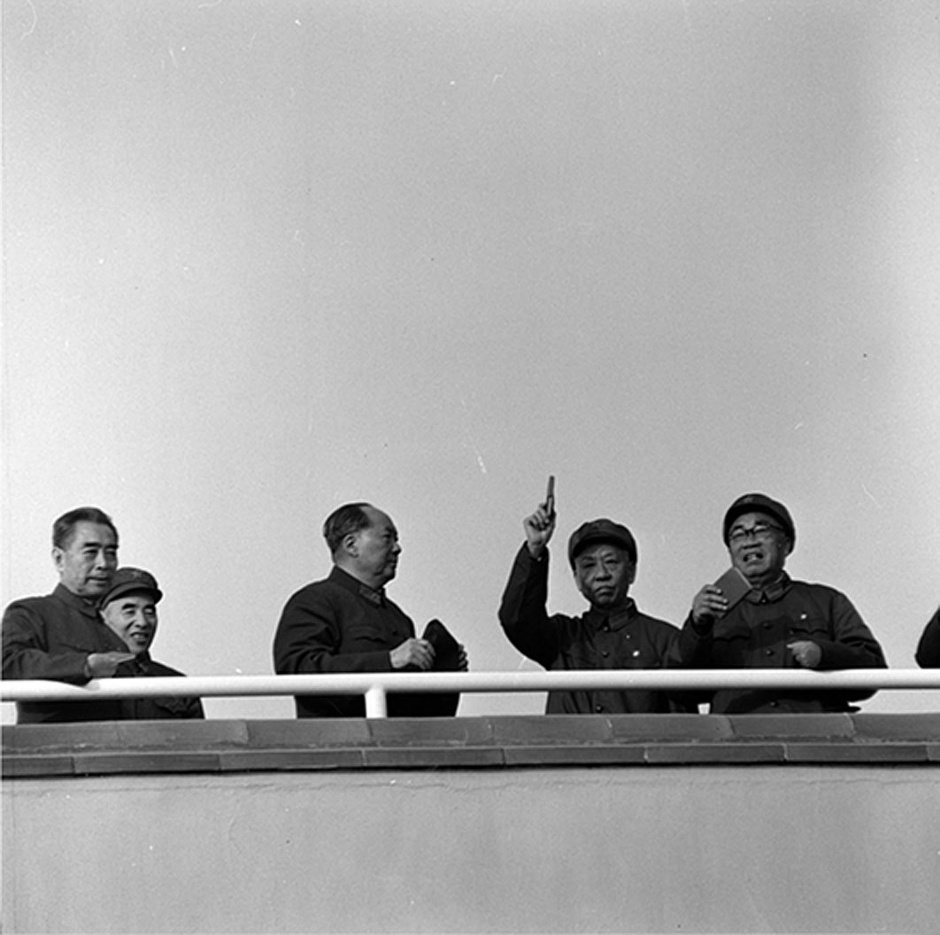
1966年9月15日，周恩来、林彪、毛泽东、刘少奇、朱德在天安门城楼上接见红卫兵

1966年学生串联期间，周恩来也参与了工作组。1966年8月1日，出席毛泽东主持的八届十一中全会。3日，全会通过根据毛泽东的意见制定的《关于无产阶级文化大革命的决定》，周恩来站在毛泽东一边，积极维护文化大革命。12日，改组了中央领导机构，新的政治局常委排名为：毛泽东、林彪、周恩来、陶铸、陈伯达、邓小平、康生、刘少奇、朱德、李富春、陈云，林彪成为唯一的中共中央副主席，周亲自劝说并秘密迎接林彪至北京，并首先称呼林彪为毛泽东的“亲密战友”。18日，红卫兵以破“四旧”为名准备衝入故宫，周恩来指示关闭故宫，并通知北京卫戍区派一个营的部队前去守护。23日，国务院拟定机关“文化大革命”的十条意见稿，在次日的中央政治局常委扩大会上被否定。30日，得知章士钊家被红卫兵所抄的情况，将其秘密转送到三○一医院保护，同时，开列了一份应予保护的干部名单。31日，国务院起草《中共中央、国务院关于文化大革命中一些具体问题的通知稿》，要求各省、市、自治区、中央各部门对党和国家要害、机密部门和单位，必须坚决进行保护，次日毛泽东批示：此件不发。9月2日，起草《有关红卫兵的几点意见》，对红卫兵运动提出十条要求，在次日的讨论会上被否定。

#### 小心度過二月抗爭
10月9月至28日，出席毛泽东主持的中央工作会议，陈伯达作《无产阶级文化大革命中的两条路线》的报告，集中批判刘少奇、邓小平。1967年1月8日，造反派冲击中南海各门，要求揪鬥刘少奇、邓小平、陶铸及其它中央负责人，把冲中南海的造反派召集到人民大会堂，劝阻这样的行动。2月11日至16日，二月抗争后，由中央文革碰头会取代周恩来主持的中央碰头会，在壓迫下，也不得不低頭起來保身，表面上配合文革小組領導，並私下有限地制止極左的過激行為。
文化大革命時，不少古蹟文物在“破四旧”的名义下遭受浩劫，周恩来不断设法予以保護，从而挽救了大批珍贵文物，為中華文化存續做出重大貢獻，其中著名的實例有派軍队进驻保護杭州靈隱寺、北京故宫、莫高窟以及拉萨的布达拉宫等。

#### 武汉事件
7月20日，武汉发生七·二〇事件，飞赴武汉找军区干部谈话，稳定局势。21日，安排毛泽东乘飞机离开武汉到上海。22日，为稳定武汉局面，约陈再道、钟双华、傅传作、刘丰、牛怀龙等十二位同志来京商讨。对于周恩来在文革期间的表现，一般认为周恩来顾全大局、相忍为国，尽力利用各种渠道从不同的方面减少动乱带来的影响，被江青等人称为“灭火队长”，并保护了大批老干部，但也有记载相左的其他文献，包括陈再道案和孙维世案，但史学界争论不一。对于周恩来与刘少奇专案组的关系，杨成武则认为周实际上担任中央专案组负责人和领导者，并针对刘少奇、贺龙、彭真等人主持专案工作。

#### 伍豪事件的最大危機

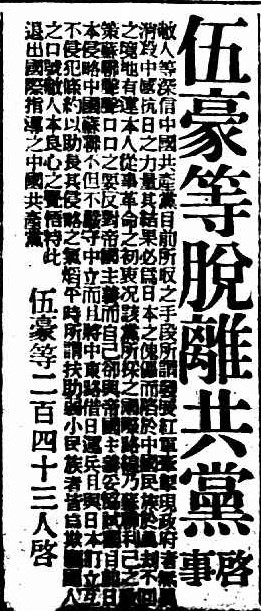
《伍豪啟事》，刊登於1932年2月17日上海的時報

1967年，天津的学生查阅1932年的旧报时，发现《伍豪等脱离共党启事》（即1932年2月，国民党用“伍豪”的名义发表周恩来宣布退党的声明），随即将报纸抄件送给中央文革小组。5月18日，江青将南开大学造反派送来的材料送林彪、周恩来、康生，并附信说：“他们查到一个反共启事，为首的是伍豪，要求同我面谈。”19日，周恩来在江青的信上批道：“伍豪等脱离共党启事，纯属敌人伪造”，“我当时已在中央苏区，在上海的康生、陈云同志均知为敌人所为，故采取了措施”。同日，为此写信给毛泽东，将1931年至1932年的有关事件编为《大事记》，一并送毛泽东阅。信中说：“连日因忙于四川和内蒙问题，并同内蒙军区请愿战士分批谈话，直至今天才抽出一天工夫翻阅上海各报。”“现在弄清楚了所谓‘伍豪等启事’，就是1932年2月28日的伪造启事”，“伪造启事和通过申报馆设法的处置，均在我到江西后发生的”。毛泽东阅后批：“交文革小组各同志阅，存。”1968年，北京大学有学生再次向中央反映“伍豪事件”，毛泽东一开始沉默不语，后亲自批示这是污蔑。

#### 珍寶島冲突
1969年3月2日，珍宝岛事件爆发。4日，要求不冲、不砸、不烧、不抓、不打苏联驻华使馆、机构和苏联在华人员，群众队伍同外国驻华使馆之间划一道线。21日，召集黄永胜、吴法宪、温玉成、陈锡联及总参作战部有关人员开会，针对苏联军队可能强占中国珍宝岛的态势进行商定。之后，从莫斯科传出消息，说苏联要用核武器轰炸中国的战略基地、原子基地。

#### 中共九大
1969年，中共九大召开，周恩来任中央政治局常务委员会委员。周恩来在会上发言，高度称赞“林彪同志是南昌起义失败后率领一部份起义部队走上井冈山，接受毛主席领导的一位光荣代表”。在九届一中全会上，周在毛泽东、林彪不赞成情况下，带头积极支持江青、叶群进入中央政治局。1970年九届二中全会，汪东兴以及林彪集团成员与张春桥之间激烈冲突，引起毛泽东反击。周与康生跟随毛批判陈伯达和吴法宪，进一步受到毛信任:18。10月17日，黄永胜等以“林副主席第一号令”正式下达林彪的《紧急指示》，全军进入紧急战备状态。周恩来与中共中央政治局成员分批会见在京一些老同志，向他们宣布毛泽东和党中央关于战备疏散的决定。

#### 林彪事件
1971年春，毛泽东针对陈伯达和黄永胜、吴法宪、叶群、李作鹏、邱会作全面政治斗争，并将斗争引向林彪。周恩来按照毛泽东指示，先后主持华北会议及军委座谈会，对黄永胜，吴法宪等人进行批判。在毛泽东、林裂痕越来越大时，周恩来奔走中间缓和关系，提议林彪主动找毛泽东道歉，但未能奏效。8月，毛泽东祕密南巡批判林彪，北京仅周恩来知情，以保密电话随时联系毛泽东。9月12日，毛泽东返回北京，当日夜，林彪出逃，周恩来全程主持了对林彪事件的处理。并在9月24日主持逮捕黄、吴、李、邱。林彪身亡后，《我的伯父周恩来》一书中说，周恩来先和众人一起露出久违的微笑，在只剩下纪登奎和周恩来两人在人民大会堂东大厅时，周恩来当即失声痛哭。由于林彪之死，周恩来成为中国共产党内的第二号领导人，仅次于中共中央主席毛泽东，並主持中央日常工作。

#### 外交进展
尽管国内政治混乱，当时中华人民共和国的外交仍有成效。1967年，中华人民共和国与坦桑尼亚、赞比亚达成一致，由中国方面派遣人员技术及材料，援建坦赞铁路。

##### 乒乓外交
1971年4月7日，对外宣布正式邀请在日参赛的美国等国家乒乓球队访华。14日，正式接见参加第三十一届世界乒乓球锦标赛后应邀访华的美国、加拿大，哥伦比亚、英格兰和尼日利亚乒乓球代表团，说：“中美两国人民过去往来是很频繁的，以后中断了一个很长的时间。你们这次应邀来访，打开了两国人民友好往来的大门。我们相信中美两国人民的友好往来将会得到两国人民大多数的赞成和支持。”21日，通过中国驻巴基斯坦大使馆转告美国政府：“愿意公开接待美国总统特使如基辛格博士，或美国国务卿甚至美国总统本人来北京直接商谈。”5月26日，根据毛泽东的意见，主持中共中央政治局会议，商讨中美关系问题，并起草了《中央政治局关于中美会谈的报告》。7月9日至11日，美国总统国家安全事务助理基辛格秘密访华。双方先后同他举行六次会谈，最后商定尼克松于1975年5月前访华，并确定巴黎作为今后秘密联系渠道，中美华沙渠道不再恢复。10月20日至26日，美国总统特使基辛格第二次秘访北京，并与周恩来就中美联合公报问题进行谈判。26日，双方就公报草案达成初步协议，中美关系改善。

##### 重返联合国
1971年10月25日，第26届联合国大会通过确立中华人民共和国在联合国的合法席位和否决国民党代表的中华民国提案。

##### 中美破冰
1972年2月21日，尼克松应邀到中国访问。中午，到达北京。下午，陪同毛泽东会见尼克松和基辛格。晚上，周恩来在人民大会堂为尼克松总统和夫人举行欢迎宴会。22日至25日，周恩来同来访的美国总统尼克松会谈。26日，陪同尼克松和夫人前往杭州和上海访问。28日，双方在上海发表《联合公报》:17，从而拉开了中美关系正常化的序幕。

##### 中日建交
1972年7月6日，日本佐藤内阁下台，田中角荣就任内阁总理大臣。田中发表声明说：“在动荡的世界形势下，应该加速实现同中华人民共和国的邦交正常化，强有力地开展和平外交。”9月23日，同郭沫若等会见并宴请日本日中备忘录贸易办事处负责人冈崎嘉平太等日本朋友。席间对客人们说：我国有一句老话，叫作“饮水不忘掘井人”。中国和日本不久就要恢复邦交了。邦交之所以能够恢复，这是由于松村先生、高奇先生、石桥先生和村田先生等人不畏困难，做出巨大努力的结果。你们也做出了努力啊！25日，日本国内阁总理大臣田中角荣应邀访华，上午抵达北京。下午，周恩来与日本内阁总理大臣田中角荣会谈。29日，签署两国政府联合声明，中日邦交恢復正常。

#### 纠左的前期嘗試
林彪事件后，周恩来组织进行批判极左思潮，对国民经济、对外经贸、科教文卫、民族统战等方面进行整顿。1972年9月30日，“两报一刊”国庆社论稿根据周恩来的意见，先后两次在社论稿中写入“批判极左思潮”的内容，但均被姚文元删去。10月6日，《光明日报》发表周培源根据周恩来多次指示精神所写《对综合大学理科教育革命的一些看法》一文。张春桥、姚文元随即指使人撰写批驳文章，对周文进行围攻。14日，根据周恩来八月初以来多次强调要批判极左思潮的指示精神，《人民日报》用一个整版发表一组批极左路线和无政府主义的文章。为此，江青、姚文元组织批判会和批驳文章。周恩来说，林彪叛逃是极左路线必然的极左结果，但毛泽东坚持说林彪是极右，周恩来私下说：“明明是极左，怎么是极右！”1973年，国民经济局势得到明显好转。但毛泽东仍坚持文化大革命政策，周恩来的批左进程被迫中断。

### 晚年（文化大革命后期）、逝世及相关纪念（1972-1976）

#### 身患癌症
1972年5月，周恩来被查明罹患膀胱癌，其仍然带病工作，1973年2月，出现大量尿血的情况，这时血塊堵住尿道口，使每次小便都是一場痛苦的掙扎。中共十大上，周恩来当选为中共中央副主席，在中共党内成为仅次于毛泽东的第二号领导人。同年，毛泽东以外交工作出现修正主义倾向名义，发动对周恩来批判，组成“中央帮助总理认识错误小组”。
1973年10月，周恩来采纳了时任联合国海洋法会议中国代表团顾问、国际法学家厉声教就领海宽度问题的重要建言，使得中国坚持了12海里而非200海里领海宽度的主张，并最终于1982年以既定12海里领海宽度签署了《聯合國海洋法公約》。会议1982年最终通过了地位仅次于《联合国宪章》的《联合国海洋法公约》，中国成为主要签字国家之一。

#### 批周会议
1973年11月，美国国务卿基辛格再次访华。毛泽东认为周恩来在与基辛格会谈中说了错话:634，屈从于美国，对周进行了严厉的批评。之后，按毛泽东指示，由王洪文主持，中共中央政治局召开扩大会议批评周恩来的右倾错误，与会人员纷纷指责周恩来“严重右倾”，“屈膝投降”，“丧权辱国”，“蒙骗主席”，江青、姚文元等人上纲上线称这是“第十一次路线斗争”、周是“路线斗争的头子”。许世友跳到椅子上斥责周“想当儿皇帝”，邓小平也批评周恩来：“你现在的位置离主席只有一步之遥，别人都是可望而不可即，而你却是‘可望而可即’，希望你自己能够十分警惕这一点。”。到12月9日，毛泽东对持续了十多天的批周会议表示了满意，称“开得很好”，同时批评了江青，称“十一次路线斗争，不应该那么讲”，“迫不及待”的是江青，并委过于外交部的唐闻生、王海容。之后，为避免不必要麻烦，周恩来夫妇制定“三不”政策：“不接见，不通电话，不来往”。邓颖超还叮嘱身旁工作人员：“江青来，总理都不让我们出来，生怕她一下看谁不顺眼，惨了。”
1974年5月，癌細胞擴散，6月开始，周恩来被迫住进中国人民解放军第三〇五医院直到病逝，6月1日，第一次膀胱癌手術；8月10日又接受了第二次手術。

#### 批林批孔批周公
这一年，毛澤東与江青等人发动批林批孔运动，批判党内“大儒”，后来直接点名“批周公”。10月，在周恩来的提议下，邓小平担任第一副总理，主持国务院日常工作；12月，周恩来抱重病前往长沙，亲自与毛泽东讨论第四届人大的人事安排，阻止了四人帮的“组阁计划”。1975年1月，四届全国人大召开，周恩来作政府工作报告，重新提出四个现代化目标，其后他再度担任国务院总理，但是身体已经极其虚弱。国务院工作移交第一副总理邓小平处理。其后，邓小平出任中共中央副主席、国务院第一副总理、中央军委副主席兼解放军总参谋长（三副一总），在周恩来的支持下着手对当时的局势进行大范围整顿。周恩来对于复出后的邓小平给予大力的支持，并使国民经济持续保持增长趋势。

#### 评《水浒》运动
1975年6月9日，贺龙逝世6周年后始办追悼会，周恩来最后一次出席追悼仪式。9月7日，周恩来会见罗马尼亚共产党中央书记维尔德茨率领的代表团，当时周恩来已经坦然道：“马克思的‘请帖’我已经收到了”。10月7日，周恩来还不忘提醒杨度曾经加入过中国共产党，并在邓小平探望时，告诫邓须再三忍耐。1975年冬，评《水浒》运动发动，将《水浒传》人物宋江作为反面教材，影射党内投降派。9月20日，周恩来在进手术室进行癌症手术之前疾呼“我不是投降派！”，并给毛泽东写信请求邓小平接任总理，未获回应。1976年1月7日，在弥留之际，周恩来临终遗言道：“我这里没有什么事了，你们还是去照顾别的生病的同志，那里更需要你们……”。

#### 逝世及出殡
1976年1月8日北京时间9時57分，周恩来因膀胱癌医治无效，于北京中国人民解放军第三〇五医院逝世，享年78岁。從1974年6月1日第一次手術到1976年1月8日去世為止，他一共进行了13次手術，身心和工作都备受折磨。
1976年1月14日下午，工作人員向毛澤東念中央送審之周恩來追悼大會上之悼詞稿，毛澤東失聲痛哭:447。周恩来逝世后，毛泽东已病入膏肓，没有出席周的丧礼。而“四人帮”的成员们对周恩來的逝世并没有表露哀悼，反而相互庆祝。
1976年1月15日，周恩来的追悼会在北京人民大会堂召开，时任中共中央副主席的邓小平主持会议并致悼词，会场庄严肅穆，极尽悲伤。遵其遗嘱，周的遗体被火化且没有保留骨灰。其骨灰分别在高空被撒到了北京密云水库、天津海河入海口及渤海黄河入海口等地。出殡当日，灵车经过天安门广场时，百万首都群众聚集在长安街道路两边，自发组织起来悼念周恩来，即著名的“十里长街送总理”。中国大陆各地举行广泛的自发纪念活动。仅仅几天时间，北京人民英雄纪念碑下就放满群众敬献给周恩来的花圈。

#### 后续事件及相关纪念
1976年4月清明节期间，大批北京民众在天安门广场集会悼念周恩来，声讨“四人帮”。4月4日晚上，中共中央政治局召开会议，认为有人借纪念周恩来搞反革命活动，又将矛头指向事实上已被剥夺权力的邓小平。在得到中央委员会主席毛泽东的批准后决定对天安门广场进行清场。4月5日凌晨，天安门广场群众被民兵和军警驱散，现场花圈被清理，还逮捕了一些人。群众提出“还我花圈，还我战友”的口号，最后遭到镇压:142。随后邓小平第三次下台。毛泽东逝世及“四人帮”被粉碎后，此事件被视为反抗四人帮倒行逆施的革命行动，为打倒四人帮和结束文化大革命奠定了群众基础。同年10月6日，华国锋联合叶剑英、李先念、汪东兴、吴德等粉碎“四人帮”，结束了十年的文化大革命。
由于周恩来声望高企，每逢相关节点其纪念活动一直在民间及政界进行。2018年3月1日，中共中央舉行“纪念周恩來同志120周年誕辰座談會”，中共中央總書記習近平给予其高度评价，稱「周恩來」是一個「光榮的名字、不朽的名字。每當我們提起這個名字就感到很溫暖、很自豪。」

## 家族与私人生活

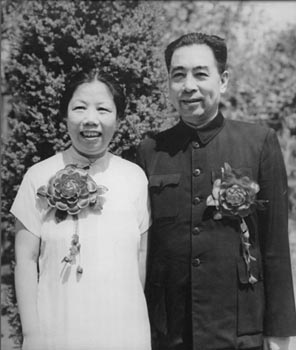
周恩来与邓颖超，1954年

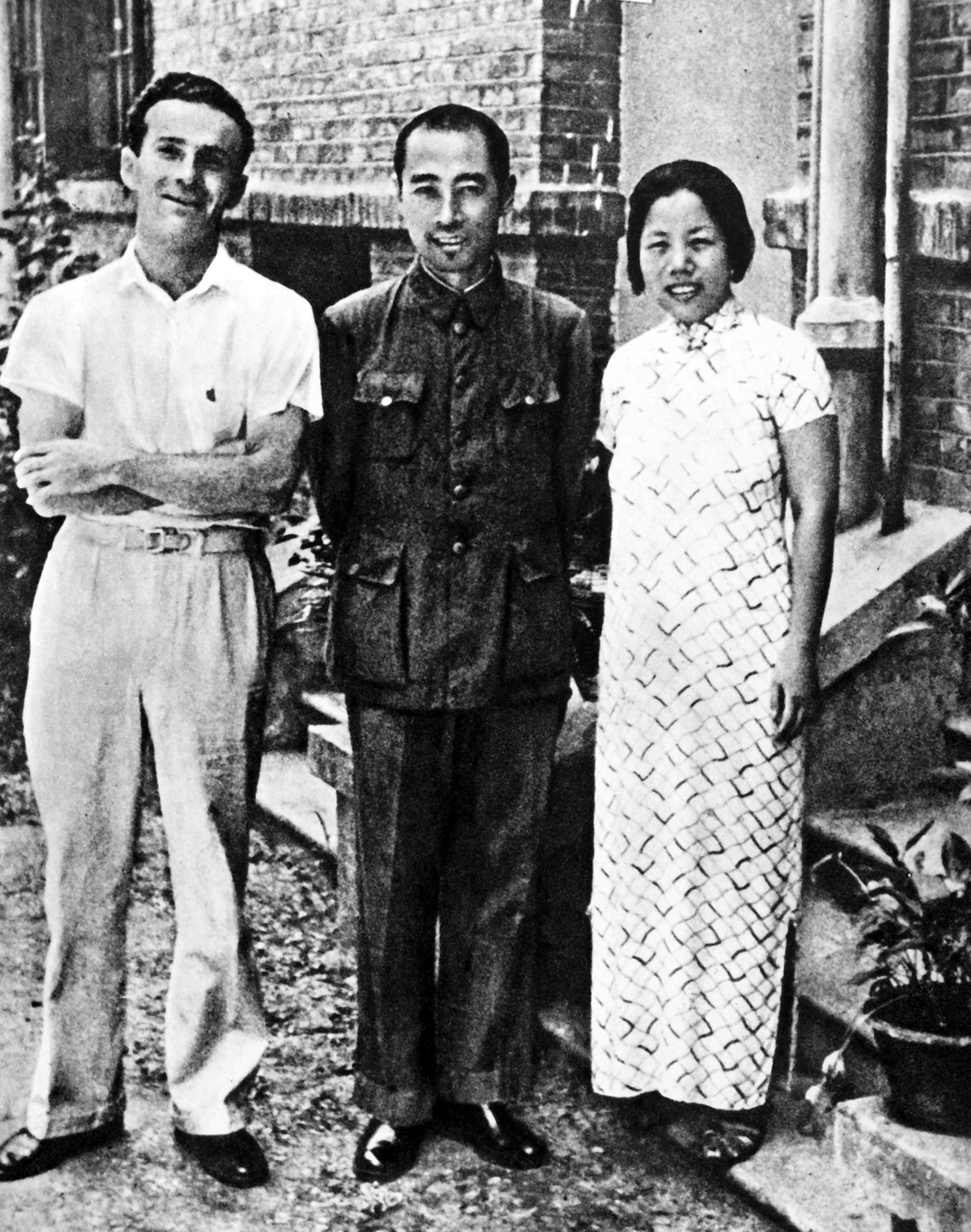
周恩来、邓颖超及美国记者斯诺，摄于1938年

### 个人生活
周恩来在留法期间，曾有过女友张若名，后因志向不同最终分手，此后双方仍以朋友相处。1923年，周恩来寄给邓颖超一张印有李卜克内西和卢森堡画像的明信片，背面写着“希望我们两个人将来，也像他们两个人一样，一同上断头台。”此事后两人确定恋爱关系。1925年8月8日，两人在广州结婚，婚姻持续50年。周邓两人的第一个孩子因邓颖超革命任务在身而被邓自行堕胎，此举令周恩来大怒，故怀第二个孩子时悉心照料，将近生产时已近9斤。然而，在生产之时因体积过大造成难产，助产医生使用的产钳也损伤了胎儿的头部，再次造成了胎儿的夭折。加之邓颖超未及休息即为逃避国民党追捕而从广州一路奔波至上海，产后子宫没有收缩，对身体损伤很大，导致无法再怀孕，因此两人一直没有子嗣。此后他们帮助抚养了许多烈士子女，其中包括孙维世以及后来担任国务院总理的李鹏等。
周恩来和邓颖超的婚姻被视为经典，彼此总是相濡以沫，患难与共，悲喜同担。双方因为事务繁忙经常无法相聚，故鄧只能以书写情书遠距表达對周之感情。周恩来逝世后整理遗产，周恩来夫妇总共积蓄为5100元。其存款主要开支是资助亲戚朋友，剩余则交党费。
周恩来生性好酒，酒量不错，但也有几次醉倒的时候。首次是与邓颖超新婚之夜；第二次是在莫斯科，与苏联交涉日内瓦世界和平会议事宜前，和苏联领导人酒宴后酒醉，事后周恩来向党中央和毛泽东作检讨，毛泽东原谅并调侃道应该“和对方比吃辣椒”；第三次是招待宴请参加朝鲜战争归来的将士，醉酒后写检讨，并被毛泽东批评。
周恩来在廉政方面对自己和家人要求甚严，在位时曾立下十条“家规”，坚决不允许其亲属以其名义享受特权或优待，也坚决不收受任何礼品贿赂，如果推脱不下也一定付钱，算作购买。夫人邓颖超在周恩来任总理的20余年间也未担任过任何公职，其亲属与亲属的子女、家眷多自立谋生。周恩来也一直拒绝任何单位、亲戚（包括其亲弟）与个人修缮其江苏淮安家乡的故居，并下令将自己家族的祖坟全部推平，棺木就地深埋，以腾出耕地发展生产。周恩来童年离开淮安求学后，再未回乡，部分原因是工作忙碌所致，另外一方面也因为周不喜衣锦还乡、一人得道鸡犬升天等封建社会的陋习，忌惮回乡后自己和当地的亲戚族人享受政府的各类特殊对待。周恩来逝世后，除了与邓颖超夫妻二人的存款外，几无任何遗产，周亦没有保存自己的骨灰，要求火葬后立即抛洒，不设坟墓吊唁。留下的存款也多做捐助等用途。

### 家族

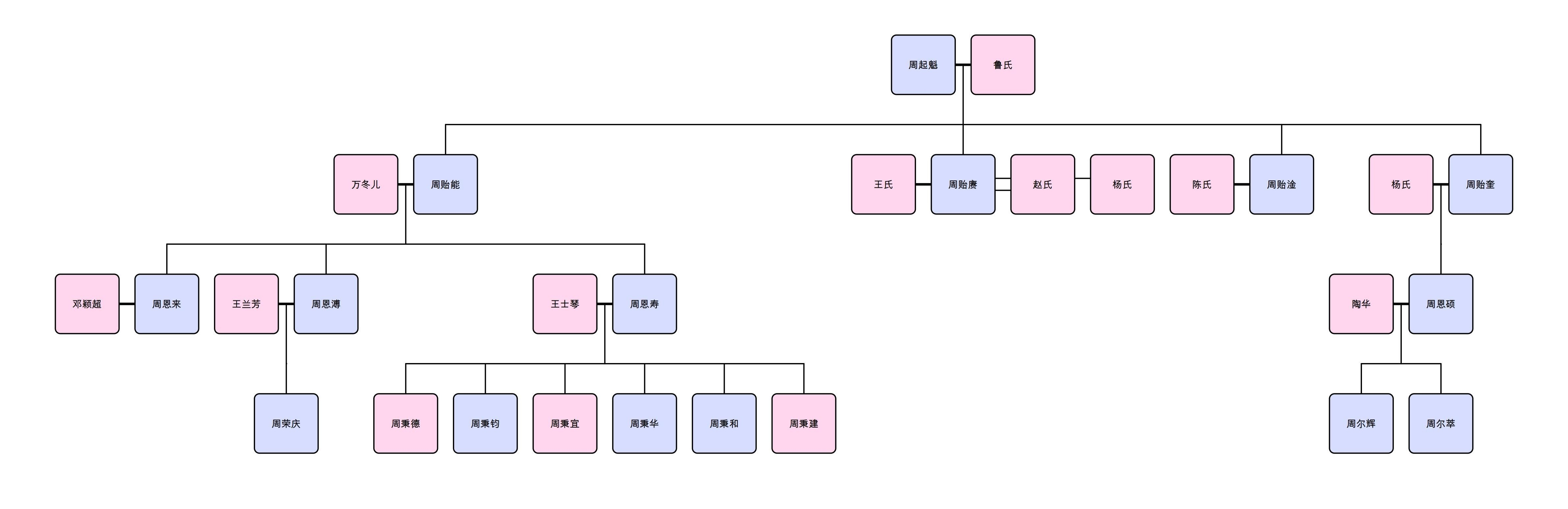
周恩来近亲家族关系图，其中标为蓝色的为男性，红色为女性

周恩来与鲁迅（本名周树人）同为北宋大儒周敦颐的后人。据周恩来侄女周秉宜在《周恩来始祖迁浙新考》中披露，周恩来的始祖周茂曾任元代中书平章政事，佩金虎符，赠太师、开府仪同三司、上柱国、中书左丞相、奉元王，谥忠宪。”而《周氏破塘祖茔祭簿》也有“一代元泊府君，讳茂，字元泊。由进士官至左丞相，特进金紫光禄大夫，封沂国公，赠太师。配司马氏，继施氏，俱一品夫人”等内容。其所属宝佑桥周氏（又称“老八房”）尊周庆为始祖，从周庆到周恩来共历18代。據家谱记载，先祖是宋朝学者周敦颐，与鲁迅（即周树人）同宗。也有观点认为周恩来直系男性祖先周茂就是元朝著名政治家赛典赤·赡思丁的孙子伯颜察儿。
周恩来的父亲周贻能一共有亲生兄弟三人，即周恩来称呼的四伯父周贻赓、嗣父周贻淦和八伯父周贻奎。周贻赓与周贻淦均无后，故周恩来出生后不久便过继给周贻淦做儿子，周贻淦的妻子陈氏也就成为了周恩来的养母。周贻奎与妻子杨氏育有一子周恩硕，在生母万氏和养母陈氏相继过世后，杨氏便成为了周恩来的监护人，直至周恩来离开江苏北上求学。此外，周恩来幼年还曾有过一位雇来的乳母蒋江氏与其感情较好。
- 祖父：周骏龙（1844年—1900年）
- 祖母：鲁氏
- 外祖父：万青选（1818年—1898年3月6日）
- 外祖母：张氏
- 父亲：周贻能（1874年7月11日—1942年7月10日）
- 生母：万冬儿（1872年—1907年）
- 二弟：周恩溥（1899年—1945年），妻子王兰芳，育有一子：
  - 儿子：周荣庆，基层工人，在河南焦作工作、生活。

- 三弟：周恩寿（1904年—1985年），妻子王士琴，共育有六名子女：
  - 长女：周秉德，曾任中国新闻社副社长，丈夫是沈钧儒之孙、原西安空军工程学院副院长沈人骅。
  - 长子：周秉钧，曾任广州空军飞行员、师副政委、广空司令部参谋长助理，转业后任广州市保税区管委会副主任。
  - 次女：周秉宜，为中央工艺美术学院退休教授。
  - 次子：周秉华，曾任北京新闻出版局处长。
  - 三子：周秉和，从事私营经济行业。
  - 三女：周秉建，曾任锡林浩特市副市长。

- 堂弟：周恩硕（1902年—1943年），妻子陶华，共育有两名子女：
  - 长子：周尔辉，曾任江苏省教育厅副厅长。
  - 次子：周尔萃，为空军飞行员。

## 评价

### 正面
在对周恩来的正面评价中，最著名的包括美国前总统尼克松的话：“中国如果没有毛泽东，就可能不会燃起革命之火；如果没有周恩来，就会烧成灰烬。”
錢其琛評價：「稱周恩來同志為新中國外交的創始人、奠基者，他是當之無愧的。」:4:910

### 负面
在对中共持负面立场的学者看来，认为周恩来“屈从”甚至成为毛泽东“帮凶”的一面，比如在打倒高岗、饶漱石集团，打倒彭德怀，打倒刘少奇、邓小平等事件上，周恩来没有一次不是坚定地站在毛泽东一边。
前中国社会科学院副院长、著名哲学家李慎之在2002年曾与朱学勤教授谈起过自己对周恩来评价的转变，曾在周恩来直接领导下工作过、并与周恩来有私人交情的李慎之说，他一辈子佩服周总理，但在晚年却觉得周恩来在文革中的确起了推波助澜的作用。

## 著作

### 代表作
- 《中共中央给红军第四军前委的指示信》（一九二九年九月二十八日）
- 《中共中央为公布国共合作宣言》（一九三七年七月十五日）
- 《论统一战线》（一九四五年四月三十日）在中共七大上的发言。
- 《把我国建设成为强大的社会主义的现代化的工业国家》1954年5月23日在第一届全国人大第一次会议上政府工作报告
- 《在亚非会议全体会议上的发言》（一九五五年四月十九日）
- 《关于知识分子问题的报告》（一九五六年一月十四日）
- 《向四个现代化的宏伟目标前进》1975年1月13日在第四届全国人大第一次会议上的政府工作报告

### 主要文集
- 《周恩来选集》上下卷，1980年、1984年人民出版社出版，
  - 上卷，包括1926年12月-1949年9月的60篇主要著作；
  - 下卷，包括1949年10月-1975年1月的56篇主要著作。

- 《周恩来军事文选》共四卷，1997年人民出版社；编入1925年6月至1974年2月有关军事方面的文章、文件、电报、批示、信函、报告、讲话等600余篇。
  - 第一卷，为1926年6月-1937年2月大革命时期和土地革命战争时期，
  - 第二卷，为1937年7月-1945年8月抗日战争时期，
  - 第三卷，为1945年9月-1949年9月解放战争时期，
  - 第四卷，为1950年月4-1974.2月社会主义革命和社会主义建设时期。

- 《建国以来周恩来文稿》2008-2018年中央文献出版社，已出版13册，包括1949年6月-1956年12月的文稿。2008年出版1-3册，2018年出版4-13册。尚有1957-1975年的文稿在编辑出版过程之中。
  - 第一册（一九四九年六月——一九四九年十二月）
  - 第二册（一九五〇年一月——一九五〇年六月）
  - 第三册（一九五〇年七月——一九五〇年十二月）
  - 第四册（一九五一年一月——一九五一年六月）
  - 第五册（一九五一年七月——一九五一年十二月）
  - 第六册（一九五二年一月——一九五二年六月）
  - 第七册（一九五二年七月——一九五二年十二月）
  - 第八册（一九五三年一月——一九五三年六月）
  - 第九册（一九五三年七月——一九五三年十二月）
  - 第十册（一九五四年一月——一九五四年六月）
  - 第十一册（一九五四年七月——一九五四年十二月）
  - 第十二册（一九五五年一月——一九五五年十二月）
  - 第十三册（一九五六年一月——一九五六年十二月）

- 网络版《周恩来文革讲话集》收录(1966-1975)的473篇记录稿。大同理想网2005年4月24日第1版

### 书信选集
- 《周恩来书信选集》，1988年中央文献出版社；收入周恩来1918年4月至1975年7月的书信300封。
- 《周恩来邓颖超通信选集》，1998年中央文献出版社；收1938年至1971年间的往来书信74封。

### 早期著作
- 《军阀统治下的中国》，以伍豪为笔名写就[173]，原载1924年2月1日《赤光》第一期；《近代史研究》1979年第2期重新刊载[174]。
- 《周恩来青年时代诗集》，1978年人民文学出版社；
- 《南开〈校风〉周恩来文选》，1979年南开大学，
- 《南开〈敬业〉周恩来文选》，1979年南开大学；
- 《周恩来早期文集》上下卷，1993年南开大学出版社，1998年中央文献出版社；
- 《周恩来旅日日记》，1998中央文献出版社。[175]

### 回忆资料
- 《周恩来自传》1999年解放军出版社。

## 荣誉

### 外国勋奖
- 波蘭人民共和國
  -  大十字级波兰复兴勋章（1954年7月27日于华沙颁发）[176]
- 柬埔寨王国
  -  大十字级柬埔寨王家勋章（1956年2月18日于北京颁发）[177]
  -  国家独立勋章（1964年10月5日于北京颁发）[178]
- 緬甸聯邦
  -  大指挥官级最光荣的真理勋章（英语：Thiri Thudhamma Thingaha）（1961年1月4日于仰光颁发）[179]
- 印度尼西亞
  -  二等印度尼西亚共和国之星（英语：Star of the Republic of Indonesia）（1961年6月14日于北京颁发）[180]
- 阿拉伯聯合共和國
  -  共和国颈章（1963年12月14日于开罗颁发）[181]

## 轶闻
- 1972年，尼克松夫妇访华午宴时，每人面前摆放一盒“熊猫”牌香烟，尼克松夫人帕特对此赞不绝口。周恩来说：“总统夫人，我们送你一些吧。”帕特疑惑道：“送我什么？香烟吗？”周恩来说：“不是，是送你们大熊猫。”此后，中国的一对雌雄大熊猫被送到美国国家动物园，成为了中美两国友好标志[182]。
- 1967年7月15日，北京外国语学院文革红卫兵组成“揪陈大军”，在中华人民共和国外交部门口组织街头集会，拦截车辆，扬言要捉外交部长陈毅。周恩来与红卫兵对峙，并说道“如果你们要抓陈毅、冲击会场，就从我的身上踏过去！”[183]
- 1976年1月8日，周恩来逝世时，美国纽约联合国总部大楼门前的联合国会旗降半旗。有称这是自1945年联合国成立以来，首次为政府首脑降半旗。实际上，联合国只是遵循1947年制定的旗典中关于致哀规定：凡成员国的国家元首或者政府首脑去世，必须在纽约总部和日内瓦的办事处降半旗致哀一天[184]。

## 纪念

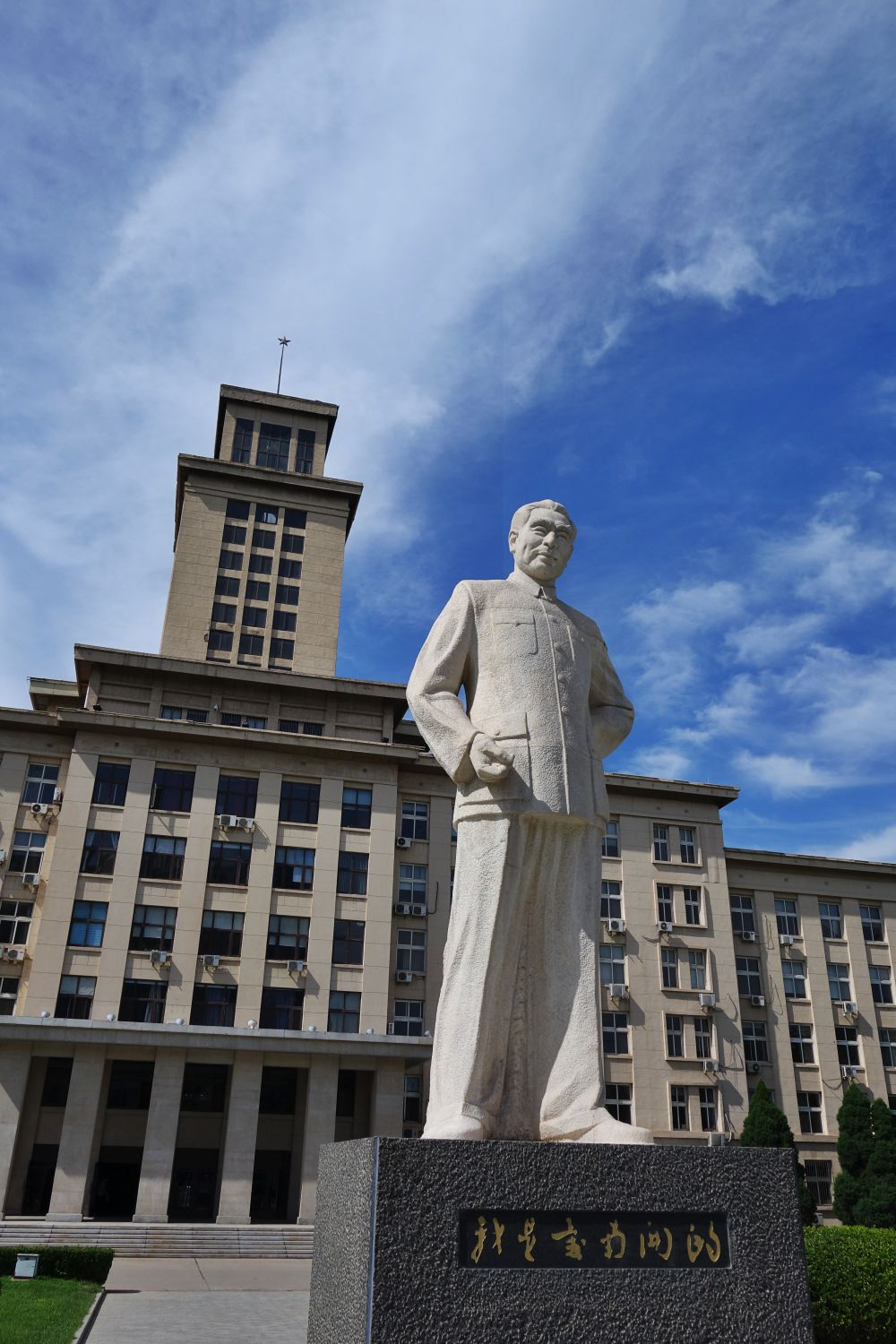
南开大学周恩来雕像

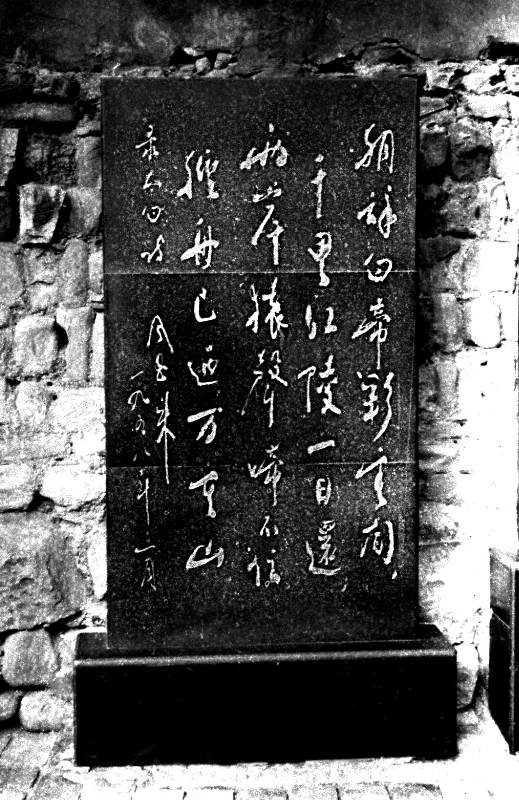
白帝城铜匾-周恩来录李白诗《朝辞白帝彩云间》

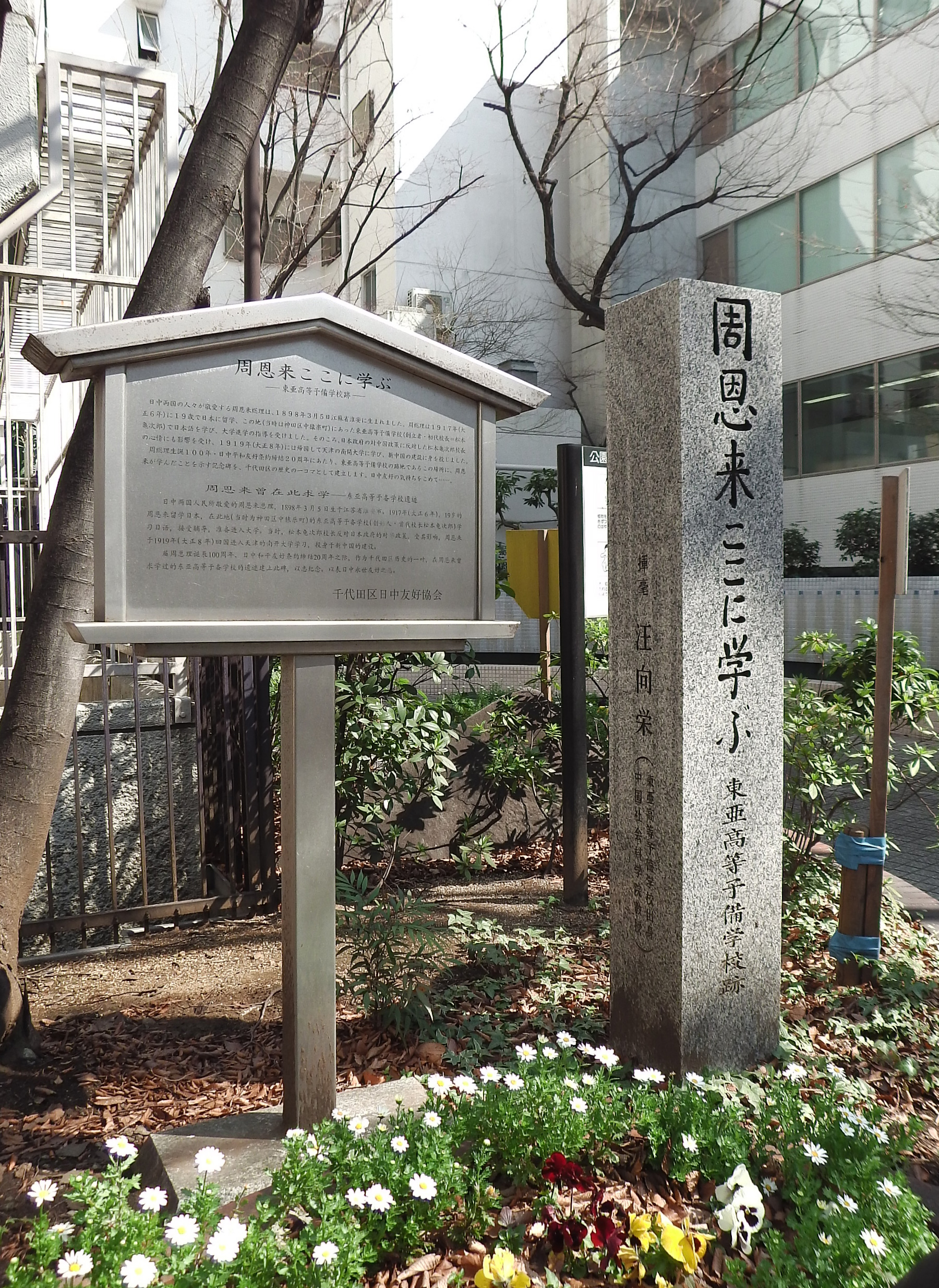
日本东京《周恩来曾在此求学》石碑

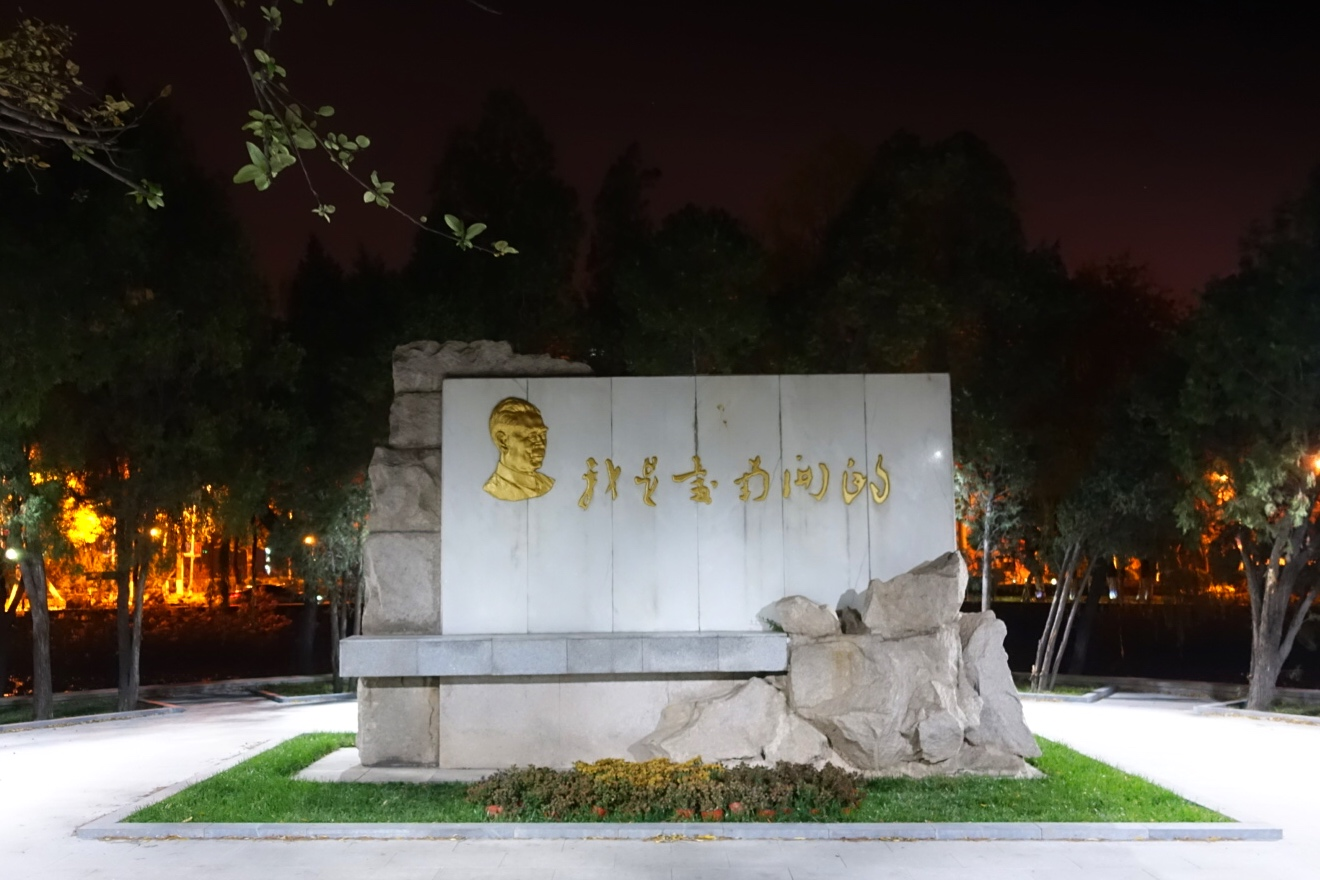
南开大学马蹄湖湖心岛落成的周恩来同志纪念碑

### 故居及纪念馆
- 北京：西花厅周恩来故居，毛泽东纪念堂的周恩来厅
- 天津：周恩来邓颖超纪念馆（国家一级博物馆）、周恩来青年时代在津革命活动纪念馆、天津觉悟社纪念馆
- 江苏淮安：周恩来纪念馆、驸马巷周恩来故居
- 江苏淮安：漕运西路周恩来少年读书处（万公馆，外祖父家）
- 江苏南京：梅园新村纪念馆
- 江苏宝应：周恩来少年读书处
- 浙江杭州：梅家坞周总理纪念室
- 浙江绍兴：周恩来祖居
- 辽宁沈阳：沈阳周恩来少年读书旧址纪念馆
- 辽宁铁岭：铁岭周恩来少年读书旧址纪念馆
- 广东江门：圭峰山周恩来纪念馆
- 广东汕头：周恩来汕头东征军纪念馆
- 上海市虹口区四川北路街道1953弄永安里44号：周恩来同志在沪早期革命活动旧址，是周恩来的堂伯母家住所。1931年顾顺章被捕后，周恩来夫妇秘密藏身于此。
- 陕西延安：周恩来枣园故居
- 江西庐山：牯岭周恩来纪念
- 湖北武汉：武汉大学珞珈山上周恩来故居

### 纪念雕像和纪念碑
- 江苏淮安：周恩来故居和纪念馆，有周恩来铜像，高7.8米寓意78岁人生。
- 浙江绍兴：周恩来祖籍地的周恩来纪念馆，有3米高汉白玉周恩来雕像。
- 北京：北京第二外国语学院周恩来塑像
- 天津：南开大学周恩来汉白玉塑像（八里台校区）、南开大学周恩来铜像（津南校区）、南开中学周恩来雕像、南开大学“我是爱南开的”纪念碑、周恩来邓颖超纪念馆周恩来、邓颖超汉白玉雕像、翔宇公园周恩来雕像
- 广东江门：圭峰山国家森林公园周恩来铜像
- 广东潮州：西湖公园周恩来铜像
- 广东汕尾：周恩来同志渡海处纪念碑，位于汕尾金厢镇洲渚村海边
- 新疆石河子：周恩来总理纪念碑
- 日本京都：周恩来诗碑，位于日本京都西北岚山山麓的龟山公园

### 相关文艺影视作品
- 1979年，纪录片《敬爱的周恩来总理永垂不朽》
- 1981年，电影《南昌起义》，孔祥玉饰演周恩来。
- 1983年，电视剧《周总理的一天》，柴云清饰演周恩来。
- 1990年，纪录片《周恩来》
- 1989年，电影《开国大典》，黄凯饰演周恩来。
- 1991年，故事片《周恩来》，王铁成饰演周恩来。
- 1992年，电影《平津战役》、《淮海战役》、《辽沈战役》，苏林饰演周恩来。
- 1998年，纪录片《周恩来外交风云》
- 1998年，大型电视专题片《百年恩来》
- 2000年，电影《1939·恩来回故里》，六小龄童饰演周恩来。
- 2001年，电视连续剧《长征》，刘劲饰演周恩来。
- 2008年，电视连续剧《周恩来在重庆》，刘劲饰演周恩来。
- 2009年，电影《建国大业》，刘劲饰演周恩来。
- 2011年，电影《建党伟业》，陈坤饰演周恩来。
- 2011年，电视剧《开天辟地》，靳东饰演周恩来。
- 2012年，电视剧《我们的法兰西岁月》，朱亚文饰演周恩来。
- 2013年，电影《周恩来的四个昼夜》，孙维民饰演周恩来。
- 2014年，电视连续剧《领袖》，郭广平饰演周恩来。
- 2016年，电视连续剧《海棠依旧》，孙维民饰演周恩来。
- 2017年，电影《建军大业》，朱亚文饰演周恩来。
- 未播映，电视连续剧《人民总理周恩来》，刘劲饰演周恩来。
- 歌曲：《大江歌罢掉头东》，周恩来诗作，傅庚辰作曲。
- 歌剧：《周恩来》，江苏省演艺集团出品，為慶祝中華人民共和國成立70週年獻禮作品[185]
- 書籍：《周恩来选集》，人民出版社先后于1980年12月和1984年11月出版，分上、下卷，约68万字。該書收入周恩来1926-1975年间的著作116篇。[186]

### 货币与邮票
- 货币：
  - 第四套人民币中最大面额的100元正面为四位中华人民共和国开国元勋，包括毛泽东、周恩来、刘少奇和朱德。
  - 中国人民银行于1998年3月发行《周恩来同志诞辰100周年》流通纪念币和金银纪念币。
- 邮票：
  - 1977年1月8日，纪念周恩来逝世一周年，中华人民共和国发行《中国人民伟大的无产阶级革命家、杰出的共产主义战士周恩来同志逝世一周年》纪念邮票
  - 1996年1月8日，纪念周恩来逝世二十周年，中华人民共和国发行《周恩来故里》特种邮资明信片，全套4枚。
  - 1998年3月，中华人民共和国发行《周恩来同志诞生一百周年》纪念邮票一套4枚。
  - 1994年，朝鲜发行《纪念中国人民敬爱的周恩来总理》。全套包括4枚邮票、2枚小全张和1枚小型张。
  - 古巴、利比里亚、纳米比亚、坦桑尼亚等国也发行关于周恩来的纪念邮票[187]。

### 机车命名

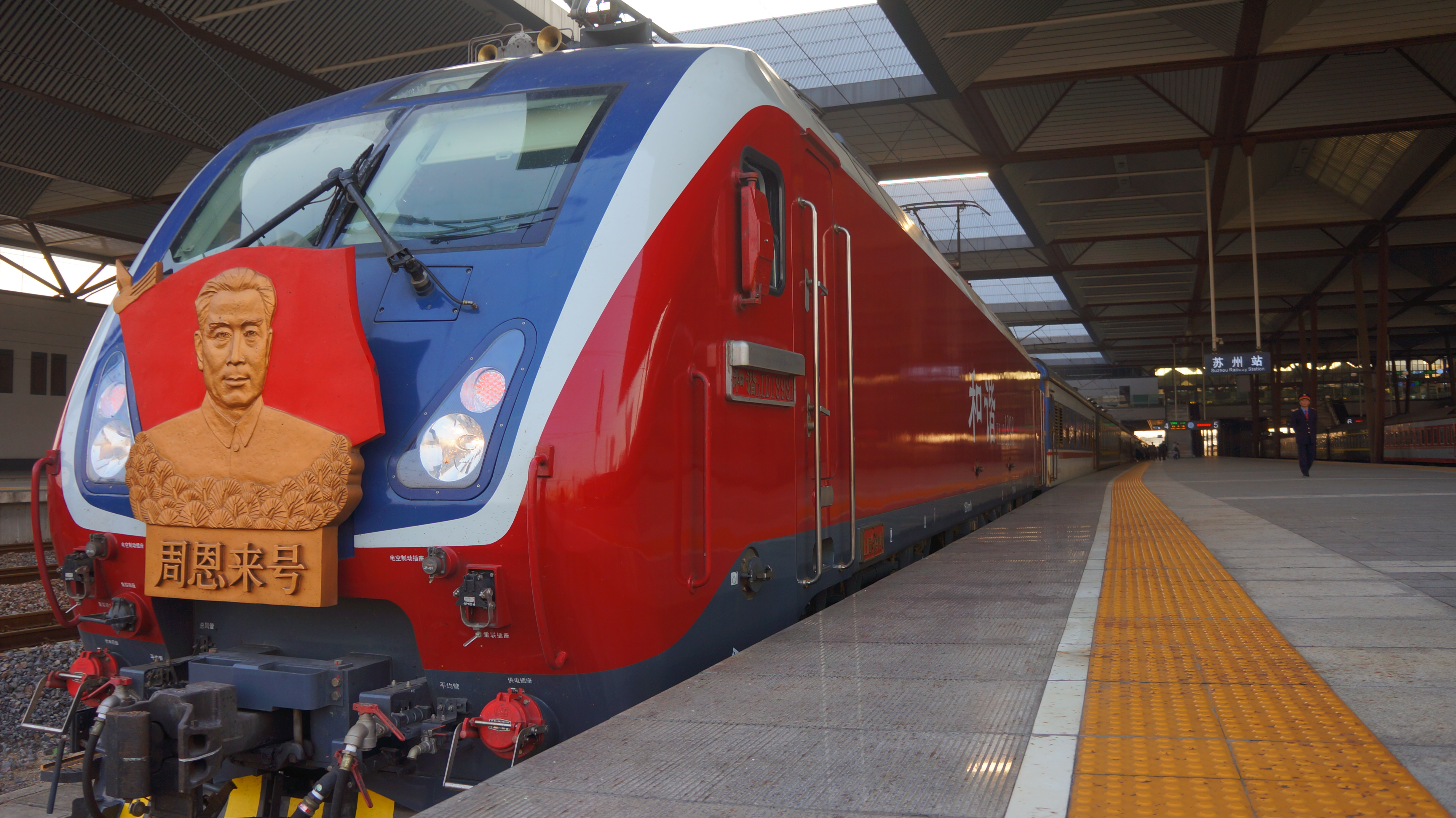
2015年10月，“周恩来号”机车牵引T7605次列车停靠在苏州站

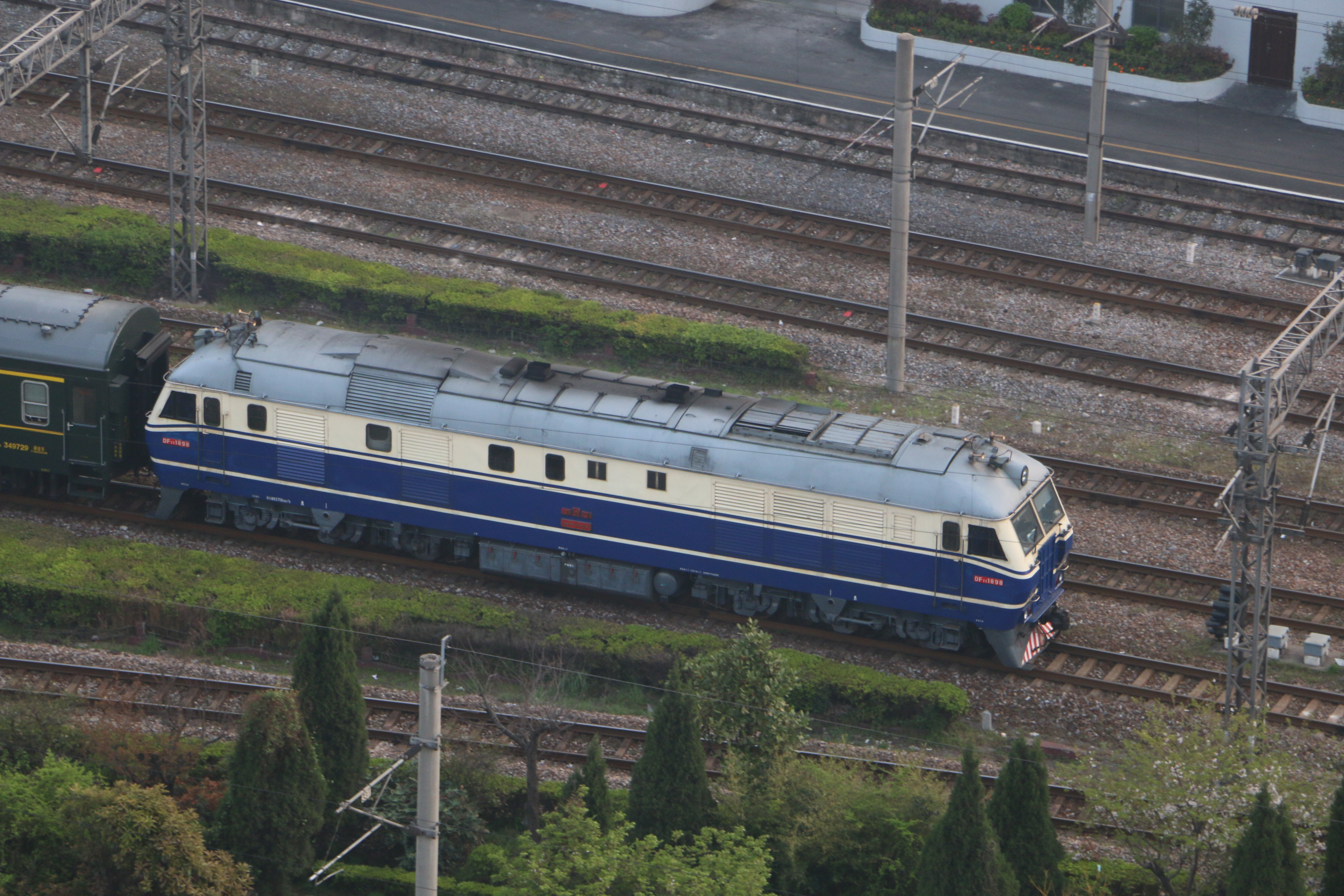
摘牌后的第四代“周恩来号”机车

1976年10月30日，在庆祝“毛泽东号”机车命名30周年大会上，在北京的参加全国铁路100多个机务段学习“毛泽东号”模范机车组活动的司机们，出于对周恩来逝世的哀思和敬仰，请求铁道部命名一台“周恩来号”机车。铁道部随即就向国务院请示在上海铁路局内命名一台“周恩来号”机车。1978年1月1日，中共中央、国务院批准了这一报告。1978年1月5日，东风3型0058号内燃机车被正式命名为“周恩来号”机车，配属上海铁路局上海机务段。
1984年“周恩来号”机车由东风3型0058号内燃机车更换为东风4B型2106号内燃机车，被人们称之为第二代“周恩来号”机车；1997年，全国铁路再次全面大提速后，由东风4B型内燃机车更换为东风11型内燃机车，被人们称之为第三代“周恩来号”机车。第三代“周恩来号”机车号为“东风11-1898”，其1898年正是周恩来的出生年份。2015年5月4日，“周恩来号”机车进行第四次换型，此次换型使用的是中车株洲电力机车公司自主研制的和谐1D型1898号电力机车，并担任T7606/7607、T7608/7605次列车上海至南京段的牵引任务，T7606/7607、T7608/7605次列车停运后，担任K1558/1555、K1556/1557次列车上海至南京段的牵引任务，将来有望延伸到周恩来的故乡淮安。

### 引用
1. ↑  . 人民网.   [2017-11-04]. （原始内容存档于2011-06-22）.
2. ↑  倪鴻祥. . 中評社. 2007-05-22  [2010-05-13]. （原始内容存档于2016-03-04） （中文（繁體））.
3. ↑  郑学富. . 上观新闻. 《党史纵览》2017年第一期.
4. 1 2 3 4 5 6 7 8 9 10 11 12 13 14 15 16 17 18 19 20 21 22 23  秦九凤. . 人民网. 2008-01-25  [2009-06-28]. （原始内容存档于2011-05-20） （中文（简体））.
5. 1 2 3 4 5 6 7 8 9 10 11 12  金冲及主編、中共中央文獻研究室編 (编).  第2版. 北京: 中央文獻出版社. 2008.
6. ↑  . dangshi.people.com.cn. 人民网.   [2019-10-26]. （原始内容存档于2019-04-03）.
7. ↑  . dangshi.people.com.cn. 人民网.   [2019-10-25]. （原始内容存档于2019-10-25）.
8. ↑  . m.xinhuanet.com. 新华网.   [2019-10-25]. （原始内容存档于2019-10-25）.
9. 1 2 3 4 5 6 7 8 9 10 11 12 13 14 15 16 17 18 19 20 21 22 23 24 25 26 27 28 29 30 31 32  中共中央文献研究室 (编). . 北京: 中央文献出版社. 1998. ISBN 7-5073-0409-4 （中文（简体））.
10. 1 2 3 4  Wenqian Gao; Peter Rand; Lawrence R. Sullivan. . PublicAffairs. 2007. ISBN 978-1-58648-415-6 （英语）.
11. ↑  《江苏省通志稿职官志二十二卷 清同治》：“清河县：万青选  江西南昌人，监生。十一年十月再署，光绪二年任。 盐城县：万青选  江西南昌人，监生。二年任。”《江苏省通志稿职官志二十三卷 清光绪宣统》：“万青选  江西南昌人，光绪二年任。丁仁泽  安徽怀宁人，举人。光绪五年署。”
12. ↑  .   [2019-09-15]. （原始内容存档于2020-07-07）.
13. 1 2 3 4 5 6 7 8 9 10 11 12 13 14 15 16 17  Barbara Barnouin; Changgen Yu. . Chinese University Press. 2006. ISBN 978-962-996-244-9 （英语）.
14. ↑  胡晟璟. . CCTV. 2008-09-05  [2009-06-28]. （原始内容存档于2009-03-01） （中文（简体））.
15. ↑  . 中华读书网. 2007-05-22  [2009-06-28]. （原始内容存档于2007-08-27） （中文（简体））.
16. ↑  王建初. . 北京: 北京出版社. 1985: 42–43.
17. ↑  . 凤凰网. 2009-04-29  [2009-06-28]. （原始内容存档于2009-08-01） （中文（简体））.
18. 1 2  郑津. . 北方网. 2004-10-13  [2009-06-28]. （原始内容存档于2011-07-07） （中文（简体））.
19. ↑  胡春萌. . 搜狐网（转自《天津网-天津日报》）. 2009-05-17  [2009-06-28]. （原始内容存档于2011-05-19） （中文（简体））.
20. 1 2  . 新华网（转自中国共产党新闻网）. 2009-06-01  [2009-06-28]. （原始内容存档于2009-06-07） （中文（简体））.
21. ↑  老肖. . 搜狐网（转载自北方网）. 2008-07-26  [2009-06-28]. （原始内容存档于2014-01-16） （中文（简体））.
22. ↑  《拟入爱丁堡大学学习——致严修》（一九二一年二月八日），载《周恩来书信选集》，中央文献出版社
23. ↑  . 中国柯桥网. 2009-06-09  [2009-06-28]. （原始内容存档于2009-06-23） （中文（简体））.
24. ↑  “邓小平答意大利记者奥琳埃娜·法拉奇问”（1980年8月21日、23日），见邓小平著，《邓小平文选》第二卷，北京，人民出版社，1994年，ISBN 978-7-5065-2523-7，第348页
25. 1 2 3 4 5 6 7  . spartacus.   [2009-07-14]. （原始内容存档于2009-03-01） （英语）.
26. ↑  张晓芳. . World.huanqiu.com.   [2017-05-23]. （原始内容存档于2017-08-28）.
27. ↑  岳南. . 中国新闻网. 2008-07-22  [2009-06-28]. （原始内容存档于2009-10-10） （中文（简体））.
28. ↑  . 中国新闻网，摘自《天天新报》. 2009-02-05  [2009-06-28]. （原始内容存档于2021-12-14） （中文（简体））.
29. ↑   . . 新民网（来源自《网易历史》）. 2009-06-18  [2009-06-28]. （原始内容存档于2011-05-21） （中文（简体））.
30. ↑  孙延波 《周恩来、王京岐与国共旅欧统一战线》，潍坊学院学报 ，2004年
31. ↑   . . 凤凰网. 2009-04-27  [2009-06-28]. （原始内容存档于2009-08-14） （中文（简体））.
32. ↑  李杨. . 南方报业网. 2007-01-24  [2009-06-28]. （原始内容存档于2011-05-19） （中文（简体））.
33. ↑  ，. . 河北日报（转自新华社）. 2009-07-05  [2009-07-06] （中文（简体））.[永久]
34. 1 2  黄家猛：“大革命时期周恩来的三封亲笔信”，发表于：《光明日报理论版》2014年7月2日。
35. 1 2 3 4 5 6 7  . 政协. 2007-02-01  [2009-07-13]. （原始内容存档于2007-08-09） （中文（简体））.
36. ↑  . 网易（转自金融网）. 2008-03-26  [2008-07-13]. （原始内容存档于2008-03-30） （中文（简体））.
37. ↑  .   [2009-05-03]. （原始内容存档于2011-07-07）.
38. ↑  王增勤. . 天水在线（转载自网易历史）. 2009-05-12  [2009-06-28]. （原始内容存档于2009-05-18） （中文（简体））.
39. ↑  中共苏区中央局宁都会议经过简报，1932年10月21日
40. ↑  周恩来致中共苏区中央局并转临时中央的电报，1932年11月12日
41. ↑  裴默农. 人生楷模周恩来. 中共中央党校出版社. 1999.12. isbn 7-5305-2065-5
42. ↑  .   [2009年6月29日]. （原始内容存档于2006年11月3日）.
43. ↑  牛鑫. . 东北新闻网（转自新华网）. 2009-07-13  [2009-07-13]. （原始内容存档于2011-07-07） （中文（简体））.
44. ↑  .   [2009-09-24]. （原始内容存档于2009-08-19）.
45. 1 2  周恩来传，中央文献出版社，1998
46. 1 2  高华,紅太陽是怎樣升起的：延安整風運動的來龍去脈,香港中文大學
47. 1 2  .   [2009-08-25]. （原始内容存档于2010-09-12）.
48. ↑  《坠马伤臂出外就医——致曹云青、曹云屏》（一九三九年八月二十三日），载《周恩来书信选集》，中央文献出版社
49. ↑  吴跃农. . 网易. 2007-03-02  [2009-06-30]. （原始内容存档于2011-05-19） （中文（简体））.
50. ↑  . 扬子晚报. 2005-09-15  [2009-06-30]. （原始内容存档于2008-08-30） （中文（简体））.
51. ↑  建生. . 人民政协网. 2009-06-11  [2009-06-30]. （原始内容存档于2009-06-28） （中文（简体））.
52. ↑  . 中华网（转自《扬子晚报》）. 2005-09-15  [2009-06-30]. （原始内容存档于2011-05-14） （中文（简体））.
53. ↑  典出曹植《七步诗》：“本是同根生，相煎何太急。”
54. ↑  周恩来在中共中央政治局会议上的发言提纲，1943年11月15日，手稿。
55. ↑  周恩来，《对我们党在新民主主义革命阶段六次路线斗争的个人认识》，1972年6月12日
56. ↑  《季米特洛夫日记》，广西师范大学出版社，268页，“我认为，开展反对周恩来和王明的运动，指责他们推行共产国际建议的民族战线政策，似乎他们正在把党推向分裂，这在政治上是不正确的。不应当使周恩来和王明这样的人孤立于党，而应当维护他们并尽一切办法为党的事业而使用他们。”
57. ↑  《季米特洛夫日记》，广西师范大学出版社，274页，277页“你说我反对了周恩来吗？没有这事，“我们同周恩来的关系非常好。我们根本不想把他排除在党外。周恩来有很大的成就和进步。”“我衷心地谢谢您给我的指示。我一定深入研究这些指示，注意它们，并根据指示采取措施。”
58. 1 2  李晟. . 重庆晨报. 2008-03-04  [2009-07-01]. （原始内容存档于2011-05-14） （中文（简体））.
59. ↑  张家康. . 中华网（转自新华网）. 2008-04-14  [2009-07-13]. （原始内容存档于2011-05-14） （中文（简体））.
60. ↑  本書編寫組.  初版. 中華書局（香港）. 2022.
61. 1 2 3  蒋建华. . 搜狐网（转自人民网）. 2005-09-29  [2009-07-14]. （原始内容存档于2008-05-22） （中文（简体））.
62. 1 2 3  蒋建华. . 人民网. 2000-12-29  [2009-07-14]. （原始内容存档于2005-11-11） （中文（简体））.
63. 1 2  蒋建华. . 四川在线（转自人民网）. 2005-10-08  [2009-07-14]. （原始内容存档于2013-01-01） （中文（简体））.
64. 1 2  蒋建华. . 搜狐网（转自人民网）. 2005-09-29  [2009-07-14]. （原始内容存档于2008-08-30） （中文（简体））.
65. ↑  郑婷婷. . 人民网（转自凤凰网）. 2009-05-25  [2009-07-14]. （原始内容存档于2009-08-18） （中文（简体））.
66. ↑  周恩来. . 国家数字文化网. 1956-01-14  [2009-07-13]. （原始内容存档于2007-06-21） （中文（简体））.
67. ↑  中华人民共和国政府. . 中华人民共和国科学技术部.   [2009-07-14]. （原始内容存档于2009-02-19） （中文（简体））.
68. ↑  . 大河网.   [2020-06-27]. （原始内容存档于2020-07-03）.
69. 1 2 3 4  姜长青. . 中国新闻网（转自人民网）. 2009-02-20  [2009-07-13]. （原始内容存档于2009-02-23） （中文（简体））.
70. 1 2 3  刘明钢. . 人民网（转自中国共产党新闻网）. 2008  [2009-07-13]. （原始内容存档于2008-12-25） （中文（简体））.
71. 1 2 3  金冲及. . 金羊网（转自人民网）. 2009-07-10  [2009-07-13]. （原始内容存档于2011-05-17） （中文（简体））.
72. 1 2  程冲. . CCTV（转自人民网）. 2008-10-12  [2009-07-07]. （原始内容存档于2009-01-03） （中文（简体））.
73. 1 2  罗闽. . 金鹰文化（转自《老年生活报》）. 2009-05-22  [2009-07-07]. （原始内容存档于2009-11-04） （中文（简体））.
74. 1 2  宪红. . 呼伦贝尔日报. 2009-03-20  [2009-07-07] （中文（简体））.[]
75. 1 2 3 4 5 6 7 8 9 10 11  楊明偉. . 北京: 中央文獻出版社. 2000.
76. ↑  薄一波. . 人民网（转自中国共产党新闻网）. 2008-05-07  [2009-07-13]. （原始内容存档于2009-08-08） （中文（简体））.
77. ↑  中國革命歷史博物館 (编). . 三聯書店（香港）. 1995. ISBN 978-962-04-1293-6.
78. ↑  jlwang. . 腾讯网（转自人民网）. 2009-07-04  [2009-07-07]. （原始内容存档于2009-08-17） （中文（简体））.
79. ↑  林海云. . 人民网.   [2009-07-13]. （原始内容存档于2006-02-28） （中文（简体））.
80. ↑  谢良兵. . 新浪网（转自经济观察报）. 2009-06-19  [2009-07-07]. （原始内容存档于2011-07-07） （中文（简体））.
81. ↑  林一山. . 光明网. 2005-01-11  [2009-07-07]. （原始内容存档于2007-05-14） （中文（简体））.
82. ↑  《兴建葛洲坝水利工程是可行的——致毛泽东、林彪》（一九七○年十二月二十四日），载《周恩来书信选集》，中央文献出版社
83. ↑  刘武生. . 人民网. 2006-02-26  [2009-07-01]. （原始内容存档于2009-05-11） （中文（简体））.
84. ↑  . Cpc.people.com.cn.   [2017-05-23]. （原始内容存档于2016-03-04）.
85. ↑  周恩来与电影, 中央文献出版社, 1995  第390页 "原来《东方红》自排练以来,一直不断有同志提出应正面表现南昌起义,而总理则一直不
同意。总理说:南昌起义不能同秋收起义相提并论,并且南昌起义失败了。"
86. ↑  . Cpc.people.com.cn.   [2017-05-23]. （原始内容存档于2016-03-04）.
87. ↑  . 腾讯评论. 2010-09-05  [2017-05-23]. （原始内容存档于2017-08-28）.
88. ↑  蔡娟、李红艳. . 红网（转自新华网）. 2009-07-06  [2009-07-07]. （原始内容存档于2011-07-07） （中文（简体））.
89. ↑  jlwang. . 腾讯网（转自人民网）. 2009-06-30  [2009-07-07]. （原始内容存档于2009-07-31） （中文（简体））.
90. ↑  . chinadaily. 2004-07-21  [2009-07-14]. （原始内容存档于2009-03-09） （英语）.
91. ↑  呈薇. . 光明网（转自《健康导报》）. 2004-12-23  [2009-07-01]. （原始内容存档于2007-05-16） （中文（简体））.
92. ↑  陈一能. . 网易（转自中国新闻网）. 2009-02-03  [2009-07-07]. （原始内容存档于2011-05-19） （中文（简体））.
93. ↑  . xinhua. 2005-04-19  [2009-07-14]. （原始内容存档于2011-05-14） （英语）. "The Chinese Delegation has come here to seek unity and not to quarrel, to seek common ground and not to create divergences. There exists common ground among the Asian and African countries the basis of which is that the overwhelming Asian and African countries and their peoples have suffered and are still suffering from the calamities of colonialism. All the Asian and African countries gained their independence from colonialist rule whether these countries are led by the communist or nationalists. We should seek to understand each other and respect each other, sympathize with and support one another and the Five Principles of Peaceful Co-Existence may completely serve as a basis for us to establish relations of friendship and cooperation and good neighborliness."
94. ↑  . 中国经济网（转自人民网）. 2009-06-13  [2009-07-07]. （原始内容存档于2009-08-31） （中文（简体））.
95. ↑  刘新生（原中国驻文莱大使），周总理与万隆会议 （页面存档备份，存于）
96. 1 2 3  许钟. . 金鹰文化（转自中国共产党新闻网）. 2009-03-19  [2009-07-07]. （原始内容存档于2011-07-12） （中文（简体））.
97. ↑  吕春. . 中国新闻网（转自中国政协报）. 2009-05-07  [2009-07-07]. （原始内容存档于2009-11-03） （中文（简体））.
98. ↑  司徒北辰. . 中国经济报（转自人民网）. 2009-03-31  [2009-07-07]. （原始内容存档于2009-06-28） （中文（简体））.
99. 1 2 3 4 5 6 7 8 9 10  . 金融界（转自中国网）. 2009-01-12  [2009-07-07]. （原始内容存档于2010-04-29） （中文（简体））.
100. ↑  闫丽. . 中国新闻网（转自中国共产党新闻网）. 2009-01-06  [2009-07-07]. （原始内容存档于2021-12-23） （中文（简体））.
101. ↑  “文革”脱缰：周恩来坦言“做梦也没有想到”[永久]
102. ↑  《歲月艱難: 吳法憲回憶錄》，北星出版社，2006年，ISBN 978-962-86438-2-0
103. ↑  .   [2019-06-14]. （原始内容存档于2021-12-23）.
104. ↑  .   [2019-06-14]. （原始内容存档于2021-09-22）.
105. ↑  张彤彤. . 华夏经纬网. 2008-08-22  [2009-07-13]. （原始内容存档于2008-09-23） （中文（简体））.
106. ↑  王革新. . 凤凰网（转自《百年潮》杂志）. 2007-10-25  [2009-07-14]. （原始内容存档于2010-11-02） （中文（简体））.
107. ↑  韵闻. . 光明日报. 2005-11-03  [2009-07-14]. （原始内容存档于2005-11-24） （中文（简体））.
108. ↑  张自智. . 人民政协报. 2009-01-22  [2009-06-30]. （原始内容存档于2015-04-14） （中文（简体））.
109. 1 2 3 4 5 6  左左. . 金羊网（转自深圳新闻网）. 2009-07-13  [2009-07-13]. （原始内容存档于2009-07-18） （中文（简体））.
110. ↑  顾保孜. . 贵阳：贵州人民出版社. 2011年8月: 16. ISBN 978-7-221-09601-2.
111. ↑  丁凱文; 明鏡出版社. . 明鏡出版社. 2013-02-01: 143–144. ISBN 978-986-89533-2-1.
112. ↑  《新史記》編輯部. . 新史記雜誌社. 2012-05-25: 142. ISBN 978-1-63032-374-5.
113. ↑  辛史仁; 明鏡出版社. . 明鏡出版社. 2013-12-15: 116–118. ISBN 978-1-63032-101-7.
114. ↑  葛剑雄，丁东，向继东主编. . 南昌：二十一世纪出版社. 2012年11月: 23–24. ISBN 978-7-5391-8218-6.
115. ↑  杨成武《我知道的中央专案组"二办"》，载《纵横》2000年第1期
116. ↑  赵炜. . 《西花厅岁月》中央文献出版社. 2004-11-29  [2009-07-01]. （原始内容存档于2007-05-17） （中文（简体））.
117. ↑  .   [2019-06-15]. （原始内容存档于2018-12-14）.
118. ↑  《周恩来等九位同志在中国共产党第九次全国代表大会全体大会上的发言》，四川人民出版社革命委员会翻印，1969年5月7日
119. ↑  毛泽东逼出来的“九·一三林彪出逃事件” 王年一 《当代中国研究》2004年第2期
120. ↑  《邱會作回憶錄》，邱會作，新世紀出版及傳媒有限公司，2011年
121. ↑  《毛泽东与林彪反革命集团的斗争: 汪东兴回忆录》，当代中国出版社，1997年，ISBN 978-7-80092-606-8
122. ↑  周秉德. . 腾讯网（转自人民网）. 2009-05-31  [2009-06-28]. （原始内容存档于2011-07-15） （中文（简体））.
123. ↑  中国共产党大事记·1971年 （页面存档备份，存于）.中國共產黨新聞.
124. ↑  .   [2019-06-15]. （原始内容存档于2019-01-10）.
125. ↑  ELAINE SCIOLINO. . 紐約時報. 2002-02-28  [2009-07-14]. （原始内容存档于2014-04-13） （英语）.
126. ↑  Shane Maloney. . The Monthly. 2006, 13 (June)  [2009-07-14]. （原始内容存档于2009-07-09） （英语）.
127. 1 2 3  . 江苏公众科技网（转自《人物》）. 2009-07-13  [2009-07-13] （中文（简体））.[永久]
128. ↑  Richard M. Nixon. . 紐約: Grosset & Dunlap. 1978: 560 （英语）.
129. ↑  童倩 BBC中文网日本特约记者. . BBC中文网. 1970-01-01  [2017-05-23]. （原始内容存档于2011-11-14）.
130. ↑  温文儒雅的周恩来为何说脏话 （页面存档备份，存于） - 青年周刊
131. ↑  中共中央党史研究室. . 北京: 中共党史出版社. 2011: 875. ISBN 978-7-5098-0950-1.
132. ↑  . 中华人民共和国国史网. 2018-03-06  [2018-03-13]. （原始内容存档于2018-03-13）.
133. ↑  . 中国共产党新闻.   [2017-12-25]. （原始内容存档于2017-09-25）.
134. ↑  中共中央文献研究室 (编).  修订本. 北京: 中央文献出版社. 1997. ISBN 7-5073-2404-4 （中文（简体））.
135. 1 2 3 4  史雲; 李丹慧. . 香港: 香港中文大学出版社. 2008: 174–184. ISBN 9789881756282.
136. ↑  1973年周恩来为何挨批，金伯雄，《炎黄春秋》，2012-2
137. 1 2  徐景贤. . 华夏文摘增刊. 2016, (1034)  [2025-01-20]. （原始内容存档于2023-05-13）.
138. ↑  《中国共产党执政四十年》，中共党史资料出版社，1989年版，“这次会开得好，很好。”“就是有人讲错了两句话。一个是讲十一次路线斗争，不应该那么讲，实际上也不是。一个是讲总理迫不及待。他（引者注：指周恩来）不是迫不及待，她自己（引者注：指江青）才是迫不及待。”
139. ↑  辛子陵. . 华夏文摘增刊. 2008, (673)  [2025-01-20]. （原始内容存档于2023-05-13）.
140. ↑  李晟. . 新浪网（转自《重庆晨报》）. 2008-03-04  [2009-07-01]. （原始内容存档于2011-05-14） （中文（简体））.
141. 1 2 3  . Revolutionary Worker Online. 1997-03-02  [2009-07-14]. （原始内容存档于2009-03-22） （英语）.
142. ↑  潘鈜. . 中国经济网（转自人民网）. 2009-02-24  [2009-07-07]. （原始内容存档于2014-10-06） （中文（简体））.
143. 1 2  潘鈜. . 中新网. 2009-02-23  [2009-07-01]. （原始内容存档于2021-08-15） （中文（简体））.
144. 1 2  秦九凤. . 人民网（转自中国网）. 2007-11-13  [2009-06-28]. （原始内容存档于2009-06-22） （中文（简体））.
145. ↑  曲琳. . 华夏经纬网（转自中评社、摘自《风云历史中的潜伏者》）. 2009-06-12  [2009-07-01]. （原始内容存档于2009-06-18） （中文（简体））.
146. ↑  2907. . History.people.com.cn. 2012-03-12  [2017-05-23]. （原始内容存档于2017-04-20）.
147. ↑  阎长贵. . 炎黄子孙. 2013, (2).
148. ↑  张玉凤. . 炎黄子孙. 1989, (1).
149. ↑  中共中央文獻研究室，逄先知、金沖及主編 (编).  香港第一版. 香港: 中和出版. 2011. ISBN 978-988-15116-8-3.
150. 1 2  陈小津. . 中国新闻网（转自《羊城晚报》）. 2009-06-02  [2009-06-30]. （原始内容存档于2009-06-05） （中文（简体））.
151. ↑  .   [2022-08-22]. （原始内容存档于2022-08-22）.
152. ↑  . Ku6.com. 2009-11-11  [2010-04-01]. （原始内容存档于2010-09-30） （中文（简体））.
153. ↑  （香港大學歷史系名譽副教授）連浩鋈博士（Dr. Alfred HY Lin）. . 香港教育局個人、社會及人文教育組. 2009. ISBN 978-988-80069-4-6.
154. ↑  Greg Gibson. . NY times. 1998-06-28  [2009-07-15]. （原始内容存档于2014-02-24） （英语）.
155. ↑  . XINHUA. 2006-01-09  [2009-07-15]. （原始内容存档于2011-05-14） （英语）.
156. ↑  . 新华网.   [2023-01-18]. （原始内容存档于2023-01-18） （中文（中国大陆））.
157. ↑  钟燕. . 中国共产党新闻网. 2008-04-15  [2009-07-12]. （原始内容存档于2009-08-19） （中文（简体））.
158. ↑  周恩来的求婚信：愿与邓颖超共上断头台 （页面存档备份，存于） 来源：凤凰网
159. ↑  周恩来与邓颖超的爱情 （页面存档备份，存于） 原载《三联生活周刊》
160. ↑  . 中国共产党新闻网. 2009-04-30  [2009-06-28]. （原始内容存档于2009-05-07） （中文（简体））.
161. ↑  梅世雄 黄庆华. . 中国共产党新闻网. 2009-06-29  [2009-06-30]. （原始内容存档于2011-05-20） （中文（简体））.
162. ↑  梁衡. . 21cn（选自新快网-新快报）. 2009-01-19  [2009-06-30]. （原始内容存档于2011-05-20） （中文（简体））.
163. ↑  千龙. . 东北新闻网. 2006-01-11  [2009-06-28]. （原始内容存档于2007-08-15） （中文（简体））.
164. ↑  浦奕安. . 新华网（转自人民网）. 2009-07-12  [2009-07-13]. （原始内容存档于2009-07-15） （中文（简体））.
165. 1 2  梁昌军. . 凤凰网. 2008-03-06  [2009-06-28]. （原始内容存档于2008-09-20） （中文（简体））.
166. 1 2  . 凤凰网，转自《党史博览》. 2008-02-12  [2009-06-28]. （原始内容存档于2011-06-23） （中文（简体））.
167. ↑  . 齐鲁周刊.   [2015-05-05]. （原始内容存档于2015-05-18）.
168. ↑  沈建中. . 上海地方志.1998.1.   [2015-05-05].[]
169. ↑  . 绍兴晚报. 光明网. 2014-11-24  [2015-05-05]. （原始内容存档于2015-05-18）.
170. ↑  .   [2018-03-13]. （原始内容存档于2018-03-13）.
171. 1 2 3  . BBC News 中文. 2015-01-08  [2022-10-24]. （原始内容存档于2022-10-24） （中文（简体））.
172. ↑  錢其琛：《認真研究周恩來的外交思想與實踐》，《研究周恩來——外交思想與實踐》世界知識出版社1989年版
173. ↑  .   [2025-04-01]. （原始内容存档于2025-02-22）.简介称“《近代史研究》一九八○年第二期，共刊登了十二篇文章。主要有：周恩来同志早年以伍豪为笔名写的《军阀统治下的中国》。”，但文字有误，应为1979年第2期。
174. ↑  .   [2024-10-08]. （原始内容存档于2025-02-22）.《近代史研究》1979年第2期，第1-4页（4-7/318）
175. ↑   (PDF).无产阶级图书馆收藏。
176. ↑  . 人民日报. 1954-07-29: 1.
177. ↑  . 人民日报. 1956-02-19: 1.
178. ↑  . 人民日报. 1964-10-06: 1.
179. ↑  . 人民日报. 人民日报社. 1961-01-06.
180. ↑  . 人民日报. 1961-06-15: 1.
181. ↑  . 人民日报. 人民日报社. 1963-12-16.
182. ↑  李学军. . 黄河新闻网（转载自新华网）. 2006-12-25  [2009-06-28]. （原始内容存档于2011-05-19） （中文（简体））.
183. ↑  四毛. . 和讯读书（转自凤凰网）. 2009-01-08  [2009-07-07]. （原始内容存档于2011-07-11） （中文（简体））.
184. ↑  . 网易. 2007-06-18  [2014-01-15]. （原始内容存档于2014-01-16） （中文（简体））.
185. ↑  .   [2021-11-12]. （原始内容存档于2021-11-12）.
186. ↑  . 自贡日报.   [2009-07-25]. （原始内容存档于2011-07-24） （中文（简体））.
187. ↑  . 北京老科学技术工作者总会. 2015-07-13  [2016-06-09]. （原始内容存档于2016-06-24）.
188. ↑  . 中国南车. 2015-05-12  [2016-06-09]. （原始内容存档于2016-06-09）.
189. ↑  . 湖南日报. 2015-05-07  [2016-06-09]. （原始内容存档于2016-08-06）.